# ユーフォーテーブル
ユーフォーテーブル有限会社（英: ufotable,Inc.）は、日本のアニメ制作会社。

## 概要
東京ムービー新社（後のトムス・エンタテインメント）、テレコム・アニメーションフィルムにて制作進行を務め、ステップ映像で制作プロデューサーを務めた近藤光が独立して2000年に設立した。
事業内容はアニメーションの企画・制作および版権管理、シリーズ構成・シナリオ制作、テレビ番組・PVなど実写映像企画・制作、CG制作、キャラクターグッズ企画・制作・販売など。その他、カフェや映画館の経営、声優の育成などアニメーション制作以外の事業も展開している。
1999年頃、近藤光が「自身が25歳だったらいたいと思う会社を作りたい」と野中卓也、高橋聡、千葉絵美、柴田淳らと共に近藤の友人が住む北池袋の古いマンションの四畳半部分に作業机を2台持ち込み活動を開始。2000年に法人登記。海老沢一男も参加し、音楽バラエティ番組『うたばん』のオープニングアニメーションの制作を請け負い制作会社として活動を本格的に開始した。
社名の由来は、実在する家具である『UFOテーブル』からとったもの。社長である近藤がこの家具を気に入り、北欧で個人的に所有していた人物から譲り受けた。社名には、「やりたいことを人に伝えていこう」という気持ちが込められている。また、『ufoくん』というマスコットキャラクターがおり、同社が元請制作をする劇場作品の冒頭ジングルに登場する。設立初期の作品では『ufotable zippers（ユーフォーテーブル ジッパーズ）』の名義で活動することがあった。
2003年にライトノベル原作のテレビアニメ作品『住めば都のコスモス荘 すっとこ大戦ドッコイダー』にて正式にテレビアニメーション作品の元請制作を開始。同年、ufotable初のオリジナル企画作品『がくえんゆーとぴあ まなびストレート!』を始動。後にテレビアニメ化もされた。2005年には、電撃G's magazineの読者参加企画『双恋』のアニメーション化第2弾として制作を担当したテレビアニメ作品『フタコイ オルタナティブ』が第9回文化庁メディア芸術祭において審査委員会推薦作品に選出され、この作品の評価をきっかけにアニプレックス、ノーツ（ゲームブランド・TYPE-MOONを取り扱うクリエイタープロダクション）との共同企画『TYPE-MOON× ufotable プロジェクト』が始動した。このプロジェクトを通して『劇場版 空の境界』シリーズ、『Fate』シリーズの演出や作画の質が高く評価され、アニメファンの間でさらに知名度を上げた。2017年から2020年にかけて公開された『劇場版 Fate/stay night ［Heaven's Feel］』全三章では3部作国内累計興行収入が52億円を突破している。
2019年より制作を担当する『鬼滅の刃』では社会現象と呼ばれるほどのブームを引き起こし、2020年に公開の『劇場版 鬼滅の刃 無限列車編』は、2024年現在の日本歴代興行収入・観客動員数第1位、2020年年間興行収入世界1位を記録した。

### 徳島スタジオ

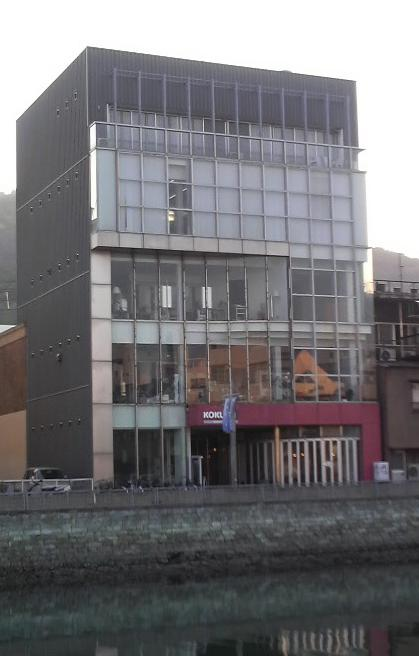
徳島市 国際東船場113ビル
2F：ufotable Cafe
4F：ufotable 徳島スタジオ

2009年4月、徳島市内にスタジオを開設した。地方に開設した理由として「アニメーションは日常生活において目でみたもの、接したものが画面に現れる。だからこそ、東京とは違う良い環境でアニメをつくりたい」という想いがあったため。最初は沖縄にスタジオを設立しようとしたが、制作スタジオとして条件が合わずに断念。その後、近藤の出身地である徳島県徳島市が企業誘致を行っていることを知り、地元の老舗石油販社・高原石油の所有していた旧高原ビル（現在は国際東船場113ビル）の4階にスタジオを開設する契約を締結した。2階には「ufotable Cafe」が併設されている。その後、徳島市東新町にアニメ作品を上映する映画館を開設することを明らかにし、2012年3月18日に「ufotable CINEMA」がオープンした。
徳島市のアニメイベント『マチ★アソビ』の企画プロデュースなど徳島県の街おこしに関わっており、阿波踊りのPRポスター製作のほか、徳島県が主導する「とくしまデジタルコンテンツ・プロジェクト」にて18歳未満を対象とした「デジタルクリエイター養成塾」を毎年開催している。ufotable所属のアニメーターの中には養成塾の出身者も在籍している。また、2017年より総務省のふるさと納税にてufotable TOKUSHIMAが『徳島市ふるさと応援寄附金』パートナー企業となる。自衛隊徳島地方協力本部のマスコットキャラクター「さきちゃん」「もりくん」の作画協力や自衛隊徳島地方協力本部平成22年度採用用自衛官募集ポスターなども手掛けており、2010年当時、自衛隊募集ポスターにアニメイラストを起用する珍しい試みは全国で話題となった。
その他、徳島県や徳島市などの行政と連携した仕事を多く請けている。徳島スタジオが制作するオリジナル企画『おへんろ。』での縁から、2014年以降、四国放送、岡山放送、高知さんさんテレビ、テレビ愛媛の四国を中心とした民放でufotable制作作品を放送している。

### 一般社団法人アニメシステムコミュニティ
2024年10月、株式会社ワコム、ufotable有限会社、株式会社カラーの3社を発起人とする「一般社団法人アニメシステムコミュニティ（ASC）」が設立。ワコム代表取締役社長の井出信孝を代表理事、ufotable制作管理部長の近藤亮とカラー・システム部主任の三澤一樹、アニメ現場のシステムインテグレーションを担うリトルビット代表取締役の若狭隆が理事に就任した。アニメ制作現場におけるテクノロジー活用とシステム管理に関する各社の導入事例や課題を共有し、問題解決や人材育成など更なる業界発展を目指す組織として設立され、2024年11月時点でアニメ制作の元請スタジオを含む関連企業60社以上が参加している。

### 海外展開
2018年より韓国、2020年より中国にてコラボレーションカフェを展開している。また、2021年より『ufotable WEBSHOP-Global』を開設。北米、ヨーロッパ、アジア、中南米、中東、オーストラリアなどの世界各国で同社がライセンスを有するアニメ作品の自社製作グッズをEC販売するなどグローバル展開をしている。
なお、韓国や中国での展開はカフェ運営及びその委託のみであり、アニメーション制作などの映像制作事業は行っていない。
韓国
2018年3月3日に韓国法人の設立を発表。近藤光が会長、企画演出部及び漫画班にてネームを担当していたチョンソダムが代表取締役社長に就任。同時に2018年4月に『ufotable＆マチ★アソビCAFE KOREA』を韓国弘益大学校付近にオープンした。
中国
2020年10月3日より『ufotable Cafe 上海店』を中国・上海市の徐匯区にオープンした。2021年11月27日には『ufotable Cafe 成都店』をオープン、2022年3月12日には『ufotable Cafe 広州店』をオープン。なお、自社法人で運営する韓国店と違い、中国各店舗は北京市を拠点とするIPプロデュース企業『株式会社ウルトライゾン』がufotableより委託を受けて運営。同社はufotableのパートナー企業として同社作品の商品化に協力しているほか、後述の『原神』にも関わっている。
2022年9月にはソーシャルゲームの開発・運営を手がける中国のゲーム会社miHoYoによって開発されるオンラインゲーム『原神』の長期プロジェクトとして、原神のブランド展開を行うHoYoverseとufotableの2社による共同製作事業を発表した。

## 制作環境・特徴

### 制作体制
東京都新宿区と徳島県徳島市を拠点とし、2024年3月時点で256名のスタッフが正社員として所属している。
部署は東京スタジオに演出・作画部、仕上げ部、美術部、デジタル映像部（撮影・CG・編集・ツール開発）、制作部（企画・プロデュース・制作進行管理）、企画演出部（バックオフィス、ライセンス管理、グッズ企画・制作・販売、漫画制作、イベント企画、コンテンツ事業展開）、文芸部（シリーズ構成・脚本制作）を有しており、徳島スタジオには演出・作画部が設立されている。このため、音響・音楽関連を除く映像制作に必要な部門のすべてを社内に擁しており、各部門で連携を取りやすい体制を築いている。
制作ラインは1つのみであり、一部を除くほとんどの社員が進行中の企画全てに関わっている。社員中心の制作体制により内製率が高く、2010年以降の元請作品では1話単位の制作工程を全て外注のグロス会社へ委託するグロス請けの工程を行っていない。そのため、全話数が東京スタジオと徳島スタジオを中心とした社内体制で制作されている。作画・仕上げ・美術などの工程では一部のカットをフリーランスや外部スタジオへ発注しているが、作画監督や動画検査、仕上げ検査などの各種監修作業は社内で一括して行っており、演出や原画も含めた全セクションの工程を極力内製し、外注するカットを的確に絞り込むことで品質管理を徹底できる体制を整えている。背景美術・撮影・3DCGも社内セクションで担当しており、外注すると単純な確認作業だけで数日かかる工程の負担削減やセクション間の連携を強く取れることによる作業の効率化を図っている。
一つの作品を完成させるために可能な限りの時間をかけるスタイルであり、映像完成後も放送・公開までの空いた期間はブラッシュアップを続けるのが習慣となっている。また、ラッシュチェックなどの重要な作業や会議の際にはメインスタッフ以外にも希望があればどの社員でも参加することが可能なシステムとなっている。『がくえんゆーとぴあ まなびストレート!』ではチーム監督制を業界で初めて採用、『劇場版 空の境界』では各章ごとに監督を変えるなど、作品ごとに制作体制において新たな試みを行うことも多い。
雇用に関しては、2020年時点で新卒採用も含めた全スタッフを正社員として雇用。働き方改革への対応のために社会保険労務士を顧問としている。ほかにも、徳島スタジオでは京都アニメーションの勤怠管理に倣った定時出勤・退社、健康管理の徹底など、労働環境の整備を行っている。育成にも力を入れており、各アニメーターやスタッフから技術を学んだ社員が演出家、キャラクターデザイン、作画監督などで活躍。『衛宮さんちの今日のごはん』や『活撃 刀剣乱舞』では多くの若手スタッフがキャラクターデザイン等のメインスタッフとしてデビューしている。
年間の元請作品数は同規模の制作スタジオと比較しても少ない。これは映像品質や内製体制、労働環境等を重視してスケジュールを組んでいるためである。作品経歴は、連続または分割による2クールテレビアニメ作品、連作による劇場作品、OVAシリーズ、ゲーム内アニメーション、月刊誌・Web・新聞コラム記事に掲載する漫画作品などを制作した実績がある。
製作委員会への参画と著作権の獲得
2006年以降、ほぼ全ての元請作品において製作委員会に出資・参画している。
2007年公開の『劇場版 空の境界』以降、製作委員会を組織する際には出資・参画企業が最小限になるように調整され、制作のufotableとプロデュース・宣伝・販売を担当するアニプレックスなどの幹事企業以外は原作の出版・販売・著作権管理をしている企業のみの出資となる。通常10社近い出資形式が多いなかで参画企業を3社から5社程度に留めており、制作における様々な規制・制限への対策として行われている。
名称に関しては「○○製作委員会」を使用することは稀であり、参画企業の名前のみ表記されることが多い。これは、アニプレックス代表取締役執行役員社長である岩上敦宏の「表記された会社が全ての責任を持つということを視聴者に伝え、自分たちもある種の覚悟を持って作品作りに挑む」という考え方をリスペクトしたものである。
2006年以降、同社は製作委員会へ出資・参画することによりアニメーション化作品の著作権者となっており、著作権マークである『Ⓒ』の下にufotableの社名が表記されている。同社は設立初期から制作するアニメーション作品の著作権を得ることに力を入れており、出資するリスクをとることで作品がヒットした際にスタジオや社員に利益を還元できるように力を入れている。

### 部署・特徴
東京スタジオ
演出・作画部
約140名のアニメーターが所属。監督、絵コンテ、演出、作画監督、動画検査等の工程は主に社員のみで担当している。また、原画を社員中心で手掛ける関係上、同じく社内で制作される脚本や絵コンテの段階で担当アニメーターを想定したアテ描きが行われることが多く、各スタッフの特色を活かしたカットを振り分けることでコストコントロールなどの管理を徹底し、品質を維持している。また、レイアウトやラフ原画を担当する第一原画の多くを社内で担当、清書を担当する第二原画も含め難易度の高いカットは社員で担当することで常に品質を維持できる体制を構築している。ほかにも、監督や演出家などのメインスタッフが常駐しているため、近くでコミュニケーションを取りながら作業を行うことで最終的なエラー数削減に繋がっている。
三浦貴博、須藤友徳、外崎春雄、滝口禎一、松島晃、白井俊行などの監督、キャラクターデザイン経験者が多数所属しており、栖原隆史、竹内將、永森雅人、塩島由佳、鬼澤佳代など同社出身の演出家、キャラクターデザイナーも在籍する。中でも三浦、白井、栖原はufotableを代表するアクション演出家であり、特に三浦が絵コンテを担当するアクションパートはufotable社内で「Mパート」と呼ばれている。作品の多くで恒松圭が監督補佐を担当している。
原画スタッフには木村豪、小船井充、國弘昌之、阿部望、宇田明彦、大曲健克、中村誠、佐藤哲人、茂木貴之などアクションに定評のあるアニメーターが多く在籍しており、木村、小船井、國弘の3人は「ufotable動かし屋トップメンバー」ともいわれている。また、作画エフェクトが主体となるアクションカットの多くは阿部望が担当。木村、小船井、國弘、阿部などの主力アニメーターは脚本や絵コンテの段階で彼らが該当カットを担当することを想定して設計がされている。作品の多くで小山将治がメカ・武器・プロップデザインやメカ・武器作画監督を担当。また、都築萌が動画部門の統括を担当している。
年々とデジタル体制を拡充していたが、2021年放送の『鬼滅の刃 遊郭編』までは紙による作画をメインとしていた。そして、2025年より公開された『劇場版 鬼滅の刃 無限城編 第一章 猗窩座再来』の制作開始の段階より、全アニメーターがデジタル作画へ移行。CLIP STUDIO PAINTを主体としたフルデジタル環境を構築した。これにより全ての作業状況や意思伝達を全社員がリアルタイムで確認できるほか、紙の作画で問題となる管理・スキャンなどのデメリットを解消し制作効率や作画の精度の向上につながった。
画面構成では撮影処理（特殊効果）を加えることを前提とした絵作りのほか、作画と3DCGを組み合わせるカットを多く起用。作画部とデジタル映像部（撮影・CG）がレイアウト段階から密接に連携している。色彩・背景美術・撮影・CGを内製するため、アニメーターは担当カットが完成するまでの全行程に関わることが可能であり、部署間の連携力を高めている。レイアウト設計に関してはデジタル映像部が3DCGレイアウトやデモ映像を作成することが多く、作業効率向上のほかデモ映像の共有による作品全体の意思共有にもつながっている。これは、一つの作品を通して芝居の統一を行う目的もあり、数百人が関わるアニメ現場において、各自の個性を生かしながらもキャラクターごとの芝居を統一して世界観を守るために、動きのタイミングや動作のポーズ参考、CG参考を数多く用意する方針がとられている。この3DCGレイアウトの使用に関しては、作画でレイアウト設計やカメラワーク設計を行ったうえでCG背景を合成するなど、状況に合わせた柔軟な対応で画面設計を行っている。
2020年以降は若手育成・技術継承を兼ねた取り組みとして木村、小船井、國弘、阿部の4名を各リーダーとした作画チームを結成。4名が大ラフとなる第0原画を作成し、リーダーの描く画面設計や芝居、引いた線の意図をチーム内のアニメーターに説明・指導しながら以降の工程を任せて原画を完成させる方針を取っている。これは最終的に若手社員が4名と同等の技術を習得することを目的としている。
仕上げ部
色彩設計、色指定、仕上げを担当しており、同フロア内で活動する美術部、デジタル映像部と密接に連携している。色指定（各話数ごとに色を設定する作業）では一般的に昼の場面は昼色、夜の場面は夜色を事前に設定して使用することが多いが、ufotable作品の色指定では昼色や夜色の設計以外にも、背景美術に合わせて全カットで色味を調整する方針がとられている。
美術部
美術設定、美術ボード、背景美術（デジタルペイント、手描き）を担当。海老沢一男がチーフを務め、衛藤功二と共に社員育成も行っている。新人社員は背景を描く際にデジタルペイントの使用を禁止され、絵の具を使用した手描き（アナログ）からスタートする。これは総合的な画力の向上を目的としている。
社内各セクションで紙を廃したフルデジタル環境が構築されている中で美術部門のみ唯一、海老沢一男を中心としたチームが紙とポスターカラーを使用した手描き（アナログ）の美術をデジタルペイントと併用する形で現在も作品に多く取り入れている。なかには、背景美術のほぼ全てを手描き美術のみで制作した作品もある。2016年には、衛藤の提案により美術部内に背景CGの制作・監修を務める美術3Dチームが結成され、デジタル映像部と共同でデジタルペイントや手描きで描かれた背景美術に3DCG美術を組み合わせるハイブリッドな背景美術の制作に取り組んでいる。近年ではデジタル映像部と共同で各作品の舞台となる街や建物の全てを3DCGで制作することが多い。
背景美術の原図作成では、主要な建築物や街の美術設定を元にデジタル映像部で設計したCGモデリングを参考にして描かれることが多い。これにより、「どの角度から光が射し込むか」などの詳細確認や遠近感の統一、バースを引く時間の削減など総合的な作業時間の短縮、品質向上につながっている。
デジタル映像部
撮影部として2003年に設立された。現在は寺尾優一をチーフとし、撮影・3DCG・編集・ツール開発を担当している。同社制作作品のPVやCM、ブルーレイディスクのメニュー画面の映像制作・編集なども多くをデジタル映像部で制作している。実写用のカメラ機材を備えており、ロケハンやエフェクト素材の撮影のほかに実写映像制作にも使用される。所属社員はほぼ全員が撮影とCGの両工程を一緒に担当している。また、絵コンテや演出、時には監督などの役職をデジタル映像部のスタッフで担当することがある。チーフの寺尾はufotable公式ホームページにてデジタル映像部の活動や撮影・3DCGの技術的な解説を行うブログ「ufotable digital team」を不定期掲載している。
レイアウトや色指定、美術ボードなど映像制作の初期段階から各工程に撮影・CGスタッフが関わり、作画打ち合わせなどにも参加して各部門と密に連携している。同フロア内の美術部とは作業の境界が薄く、照明効果などの光の表現や空間的な表現、雲や水などの自然現象の表現、CG美術など、両部門が密接に連携して背景美術と特殊効果、3DCGが融合したハイブリッドな画面作りを行っている。また、絵コンテ作業終了後に作画・美術作業の前段階として「プリビズ（プリ・ビジュアライゼーション、3Dレイアウト）」をデジタル映像部が作成。絵コンテをもとに簡易CGによるデモ映像を事前に設計することで、レイアウト、キャラクターの動きなどを制作の初期段階でシミュレートすることができる。これにより、演出プランや完成イメージをスタッフ全体が事前に共有することが可能となる。ほかにも作業のコストバランスの検討や表現方法の戦略もより明確に立てることができ、「どのアニメーターが得意な表現なのか」「どのチームなら実現できるか」など、長年の内製体制を活かした精度の高い戦略を制作の最初期に立てることでコスト削減や効率化を図ることが可能となっている。
上記のことから、デジタル映像部はufotable全体のスケジュール管理、各部署の作業負担や事前の予算編成などのコストコントロールを担う重要な部署となっている。同部門は「キャラクターの感情や動きを最も精密に表現出来るのは作画である」という理念を掲げ、アニメーターや美術スタッフが必要とされる芝居や表現に集中出来るようサポートを行っている。同部門が事前にプリビズなどのテスト映像や3Dレイアウトを作成することで、レイアウト作成や背景のパース線を引く時間を大幅に短縮させ、キャラクターの動きや背景美術の品質向上に時間を割くことができる環境を整えているほか、これらの事前素材により最終的な作業エラーを大幅に減らすことで作画監督や美術監督の負担削減にもつながっている。これらの取り組みにより、作画・美術の作業速度や品質管理など効率的な体制構築に貢献している。
また、デジタル映像部では作画で表現されたキャラクターや背景美術と3DCGのコンポジット（合成）によるマッチングを常に意識しており、「正しくライティングを行えば、どんなスタイルのキャラクター・背景美術とも3DCGは自然に融合する」という理念をもつ。『がくえんゆーとぴあ まなびストレート!』や『劇場版 空の境界』が放送・上映された2007年以降、寺尾を中心としたデジタル映像部が手がける「フォトリアリスティック（写実的な描画方法）」な画面設計は、アニメーションらしい外連味のある映像にリアリズムな要素を加えるとアニメーションと相性の良い作為的な映像になることを知った寺尾が採用するようになった。その際に各作品の世界観にマッチするように映像の雰囲気をコントロールすることも意識している。
新たなシステム開発にも取り組んでおり、『がくえんゆーとぴあ まなびストレート!』では撮影スタッフを中心にキャラクターの頬や髪へのブラシペイントやグラデーション処理を日本のテレビアニメとしては初めて全編を通して行ったほか、『劇場版 空の境界 終章 空の境界』より各作品で撮影・3DCGによる技術的な実験を行い、後の元請作品でデジタル色の強い画面設計や3DCG素材の積極的な採用に繋がるきっかけを作った。また、社内で使用するソフトウェアの操作作業を省力化するためのツール開発も担当。各作品ごとに発生する大量のデータファイルの管理を自動化・省略化して作業効率を上げることで、作画・美術・CGなどの社員全員が映像制作に多くの時間を費やせる環境を整えている。デジタル映像部のスタッフがツールを開発している理由としては、クリエイターがツールを開発することで現場の機微を反映したツールを開発できるため。
編集に関しては外注の編集会社であるソニーPCLに素材を送る前にデジタル映像部で仮編集を行うほか、PVやコマーシャル、ゲームOPなどの短い映像に関してはデジタル映像部で全ての編集作業を担当することもある。オンライン編集の際には、映像の明度や彩度を調整して視覚刺激を抑えるハーディングチェックの影響で画面全体が不自然に暗い画面となる現象に対応するため、2016年よりソニーPCLに納品する前にデジタル映像部で明度調整を行い、画面が暗くなることを極力抑えるように対策をしている。なお、Blu-ray Discに収録される映像は明度や彩度調整の無いオリジナルの映像が使用されている。
文芸部
シリーズ構成・脚本・作中素材の各種文芸を担当。主題歌・挿入歌の作詞を行うこともある。各作品の監督や同社制作部・企画演出部のスタッフと共同で脚本チームを結成し、シリーズ構成・各話脚本制作を行う。所属脚本家の佐藤和治のほか、近年では漫画班チーフの桧山彬や制作進行の高中優、チョンソダムなどが各作品で構成や脚本を担当することが多い。
制作部
鈴木龍が制作マネージャーを務め、元請作品の企画立案やプロデュース、制作進行・設定管理を担当。声優の江原裕理が所属しており、進行管理にも関わる。
企画演出部
総務・法務・経理などのバックオフィスや各種システム管理のほか、ライセンス管理、商品の企画・開発・販売、カフェ・映画館の運営管理、『マチ★アソビ』などのイベント企画・運営、ウェブショップや公式HPなどの制作・運営・管理を担当。
2003年より桧山彬をチーフとして漫画班『TARTAN CHECK（たあたんちぇっく）』が活動。同社オリジナル作品などのコミカライズのほか、アニメ作品のシリーズ構成・脚本や絵コンテを手掛けることもある。クレイアニメーション部も設立されており、大堀久美子がクレイアニメーション制作を担当する。
徳島スタジオ
ufotable設立メンバーの一人である演出家・アニメーターの野中卓也が統括しており、演出・作画部門が置かれている。テレビアニメシリーズでは東京スタジオとローテーションで数本の担当回を制作するほか、Webアニメ『衛宮さんちの今日のごはん』のように徳島スタジオ主体の作品もある。就業時間が10時から19時までと決められており、安定したカット数を挙げられる体制となっている。
特徴として日常芝居のほかコメディ色の強い話数やパートの演出・作画を担当することが多い。統括兼演出部チーフの野中が徳島スタジオ担当回の絵コンテ・演出を担当することが多く、徳島スタジオのどのスタッフがどのカットを担当するのか全て想定しながら絵コンテが手掛けられている。

### スタジオ

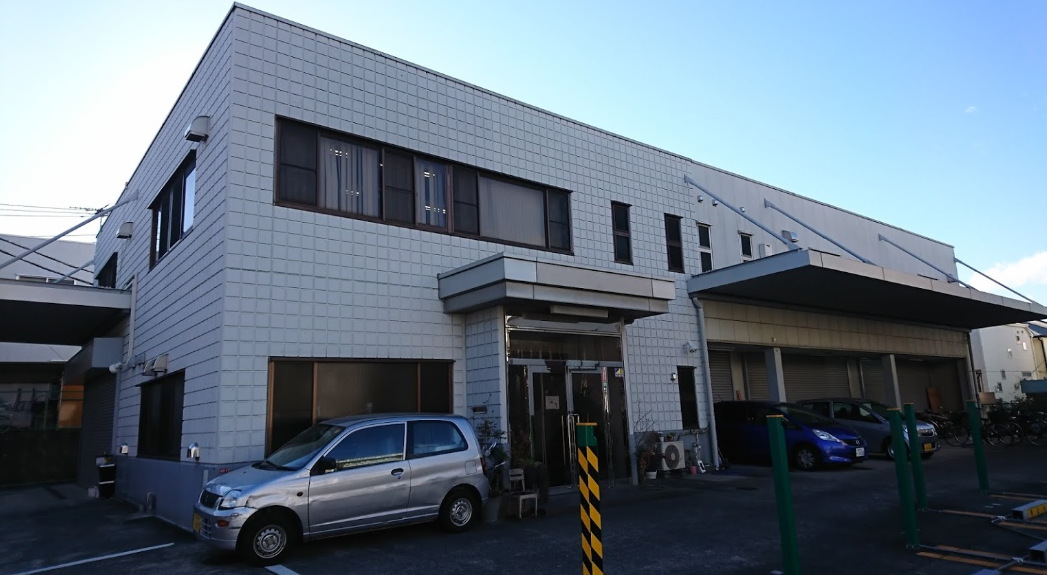
過去に本社が入居していた第2榎本ビル（東京スタジオ）

2015年以降、2つのスタジオを構えて活動している。
東京スタジオ
本社は新宿区・新宿フロントタワー31階。音響を除く映像制作の全セクションが集結しており、完成までのプロセスを各部門の社員全員が共有して連携を取りやすい環境を備えている。
以前は高円寺スタジオを中心とする3つのビルで活動していたが、2015年に全ての設備・人員をメインスタジオとなる杉並区第2榎本ビルに移転。2024年2月には新宿フロントタワーに杉並区本社機能の全てを移転した。
徳島スタジオ
2009年4月、徳島市国際東船場113ビルの4階に開設。演出・作画部があり、東京スタジオとはスカイプで定期的に打ち合わせを行っている。

### スタッフィング
プロデューサー及び制作プロデューサーは設立時よりufotable制作作品の全てにおいて、代表取締役社長である近藤光が務めている。
社員による内製制作を特徴としており、音響関連を除くアニメーション制作スタッフの多くが社内に常駐している。また、映像制作に必要な全部門を社内に備えているため、メインスタッフも基本的に社員から起用している。メインスタッフが社内に常駐していることで、作品に対する価値観を全体で常に共有できる体制を構築。
シリーズ構成・脚本制作は2010年以降、ufotable名義でクレジットされている。シリーズ構成は監督やufotable文芸部により共同で制作されている。なお、テレビアニメ作品の各話脚本や劇場・OVA作品の脚本に関しては各話・各作品の担当社員の個人名義も一緒にクレジット表記されており、全ての脚本がスタジオ名義である作品は『鬼滅の刃』シリーズのみである。多くの作品でメイン脚本は文芸部・脚本家の佐藤和治か漫画班チーフの桧山彬が担当している。テレビアニメの1話単位の脚本に関しては外部の脚本家がゲストで参加する場合もある。『コヨーテ ラグタイムショー』『テイルズ オブ ゼスティリア ザ クロス』『活撃 刀剣乱舞』『劇場版 鬼滅の刃 無限城編』では代表取締役社長・プロデューサーの近藤光がシリーズ構成・脚本を担当した。
シナリオ会議や絵コンテ、アフレコ等の各種監修作業では、原作となる漫画・小説作品やゲームの原作者・編集者・開発チームに参加を依頼しており、共同で制作・監修を行うスタイルがとられている。これは「原作を尊重して、ファンだけではなく作者や原作関係者も観たいと思える作品を制作する」というスタジオの方針から長年行われている取り組みである。
編集は神野学が主に担当しており、神野が所属するソニーPCLでオンライン編集を含む編集作業を行っている。音響制作はほぼ全ての作品でスタジオマウスを起用。音楽には梶浦由記、椎名豪、深澤秀行を起用する傾向にある。
音響監督には外部のクリエイターを起用していたが、2016年以降は代表取締役社長である近藤光が音響監督・音楽演出を担当している。
2007年以降のテレビアニメ、劇場作品、WEBアニメ、OVAなどのアニメーション作品に関しては、ほぼ全てでアニプレックスが企画・プロデュース・宣伝・販売・音楽制作を担当。アニプレックス代表の岩上敦宏や所属プロデューサーである高橋祐馬がプロデュース・宣伝を担当している。ゲームアニメーション及び、そのテレビアニメ化作品に関してはバンダイナムコエンターテインメントの作品を主に手掛けており、『GOD EATER』シリーズや『テイルズ オブ シリーズ』など、富澤祐介がIP総合プロデューサーを務めるゲームタイトルの作中アニメーション制作を多く担当している。
主題歌については、同社劇場作品『劇場版 空の境界』にて結成された梶浦由記プロデュースによるヴォーカルユニットKalafinaを多く起用。結成から解散となる2017年までの間に、デビューシングル「oblivious」からラストシングルとなった21枚目の「百火撩乱」までの15曲をufotable作品とタイアップしていた。2011年以降はSACRA MUSIC所属アーティストとのタイアップが多く、なかでもAimerと10曲、LiSAと8曲、アニメーションにおけるタイアップを行っている。
劇伴については2005年放送の『フタコイオルタナティブ』以降、多くの作品で映像に合わせて音楽を制作する「フィルムスコアリング方式」を採用しており、2014年放送の『Fate/stay night [Unlimited Blade Works]』では、日本のテレビアニメ作品としては初めて2クール全話数においてフィルムスコアリング方式で音楽が作られている。また、テレビアニメでは通常のエンディングテーマとは別に挿入歌や特殊エンディングを用意することが多いほか、2005年以降の多くの作品で主題歌や挿入歌の作詞をufotableが手掛けている。
アニメ制作会社feel.に所属するスタッフがufotable作品へ原画などで参加することが多く、ufotableのスタッフもfeel.の作品に原画などで参加することが多い。

## 作風
映像化の傾向
設立から現在に至るまでゲーム作品に収録されるゲーム内アニメーション、それらを原作とするアニメーション映像化作品を多く手掛けている。
設立当初はアスキー・メディアワークス（現・KADOKAWA）のレーベル『電撃文庫』『月刊コミック電撃大王』『電撃G's magazine』が展開する小説・漫画・オリジナル企画のアニメーション制作を主に担当していた。これらの作品はコメディ色や奇抜な展開のある作風がほとんどであったが、2007年から2010年にかけて公開された講談社出版小説の映像化作品『劇場版 空の境界』以降はシリアス色の強いアクション作品を手掛けることが多くなる。これについて所属演出家・アニメーターの須藤友徳をはじめとするスタッフたちは『劇場版 空の境界』をufotableの転機になった作品と評し、本作でスタジオとしての作風や制作体制が固まったとされている。
2010年以降、ゲームブランド・TYPE-MOONの奈須きのこ原作作品を中心にゲームタイトル原作のアニメーション映像化をメインとしている。特にTYPE-MOON・奈須きのこ原作作品に関しては企画立案の2005年以降、『TYPE-MOON× ufotable プロジェクト』として15年以上映像化を担当している。手掛ける作品としては、奈須きのこが原作・シナリオを務めたTYPE-MOON作品の中でも世界観の原点となった4つの作品（『空の境界』,『月姫』,『Fate/stay night』,『魔法使いの夜』）の全てにおいて、ゲーム内OPアニメーションも含めた映像化に携わっている。また、この4作品と舞台や登場人物などの関連が特に強い外伝・派生作品（『Fate/Zero』『衛宮さんちの今日のごはん』『氷室の天地 Fate/school life』など）に関してもアニメーション制作を担当している。
テレビアニメ作品や劇場アニメ作品で漫画原作を手掛けることは少ないが、2019年には漫画原作となる集英社『鬼滅の刃』のアニメーション制作を担当した。
その他
劇場作品の冒頭ジングルには同社マスコットキャラクター『ufoくん』がUFOに吸い込まれる映像が流される。また、2007年以降に公開・放送された劇場作品及びテレビアニメ作品第1話の冒頭テロップでは各作品の製作委員会出資企業の名前を英語で羅列した後に「＆ufotable present」と表記し、最後に「an ufotable production」とテロップを出しているが、2025年からは最後の記載が「a ufotable film」に変更されている。
現代を舞台とする作品にはジョージアのエメラルドマウンテンブレンド缶が登場する。『フタコイ オルタナティブ』では第3話のタイトルに「エメラルドマウンテン・ハイ」という形でエメラルドマウンテンの名前が登場しており、第3話のキーアイテムとなっている。『劇場版 空の境界』でも度々登場するほか、『劇場版 空の境界 未来福音』では物語の重要な演出として使用され、時系列が変わるごとにその年代に合わせたラベルを使用している。その他、『Fate/stay night』シリーズなどエメラルドマウンテンは度々演出の道具として登場している。

## 作品・活動履歴

### テレビアニメ
| 開始年 | 放送期間         | タイトル                                      | 監督             | 脚本制作           | 原作媒体         | レーベル                           | 備考 |
| ------ | ---------------- | --------------------------------------------- | ---------------- | ------------------ | ---------------- | ---------------------------------- | --- |
| 2002年 | 10月 - 2003年3月 | ヴァイスクロイツ グリーエン                   | まついひとゆき   | ユーフォーテーブル | メディアミックス | キッズステーション                 | アニメイトフィルムからの下請け（全グロス）として制作                                                                                        |
| 2003年 | 7月 - 9月        | 住めば都のコスモス荘 すっとこ大戦ドッコイダー | まついひとゆき   | N/A                | 小説             | 東芝デジタルフロンティア           | スタジオ単独としては正式な初の元請作品 |
| 2004年 | 7月 - 9月        | ニニンがシノブ伝                              | まついひとゆき   | 金月龍之介         | 漫画             | 東芝エンタテインメント             | |
| 2005年 | 4月 - 6月        | フタコイ オルタナティブ                       | 逢瀬祭           | 金月龍之介         | 読者参加企画     | メディアワークス                   | 共同制作：studio FLAG、feel. |
| 2006年 | 7月 - 9月        | コヨーテ ラグタイムショー                     | 野中卓也         | 逢瀬祭             | オリジナル       | 東芝エンタテインメント             | アニメーションとしては初のオリジナル作品 |
| 2007年 | 1月 - 3月        | がくえんゆーとぴあ まなびストレート!          | チームまなび部屋 | チームまなび部屋   | オリジナル       | キングレコード                     | アニメオリジナル第2弾。コンテンツとしては同社オリジナル作品第1弾となる。                                                                    |
| 2011年 | 10月 - 12月      | Fate/Zero                                     | あおきえい       | ufotable           | 小説             | アニプレックス                     | 1stシーズン、初回は1時間スペシャル放送 |
| 2012年 | 4月 - 6月        | Fate/Zero                                     | あおきえい       | ufotable           | 小説             | アニプレックス                     | 2ndシーズン |
| 2014年 | 10月 - 12月      | Fate/stay night ［Unlimited Blade Works］     | 三浦貴博         | ufotable           | ゲーム           | アニプレックス                     | 1stシーズン、第0話、第1話、第12話は1時間スペシャル放送                                                                                      |
| 2015年 | 4月 - 6月        | Fate/stay night ［Unlimited Blade Works］     | 三浦貴博         | ufotable           | ゲーム           | アニプレックス                     | 2ndシーズン |
| 2015年 | 7月 - 9月        | GOD EATER                                     | 平尾隆之         | ufotable           | ゲーム           | バンダイナムコエンターテインメント | 第1話から第9話までを放送 |
| 2016年 | 3月              | GOD EATER メテオライト編                      | 平尾隆之         | ufotable           | ゲーム           | バンダイナムコエンターテインメント | 第10話から第13話までを放送 |
| 2016年 | 7月 - 9月        | テイルズ オブ ゼスティリア ザ クロス          | 外崎春雄         | ufotable           | ゲーム           | バンダイナムコエンターテインメント | 1stシーズン |
| 2017年 | 1月 - 3月・4月   | テイルズ オブ ゼスティリア ザ クロス          | 外崎春雄         | ufotable           | ゲーム           | バンダイナムコエンターテインメント | 2ndシーズン |
| 2017年 | 7月 - 9月        | 活撃 刀剣乱舞                                 | 白井俊行         | ufotable           | ゲーム           | アニプレックス                     | |
| 2019年 | 4月 - 9月        | 鬼滅の刃 竈門炭治郎 立志編                    | 外崎春雄         | ufotable           | 漫画             | アニプレックス                     | 初の連続2クール（全26話）作品 |
| 2021年 | 10月 - 11月      | 鬼滅の刃 無限列車編                           | 外崎春雄         | ufotable           | 漫画             | アニプレックス                     | 第1話は完全新作。以降は映画版に新規カット、新規BGM、新作予告編が追加。 その他、新規OP・ED主題歌、新規OP・EDアニメーションが追加されている。 |
| 2021年 | 12月 - 2022年2月 | 鬼滅の刃 遊郭編                               | 外崎春雄         | ufotable           | 漫画             | アニプレックス                     | 初回1時間スペシャル放送、最終話は45分拡大放送                                                                                               |
| 2023年 | 4月 - 6月        | 鬼滅の刃 刀鍛冶の里編                         | 外崎春雄         | ufotable           | 漫画             | アニプレックス                     | 初回1時間スペシャル放送、最終話は70分拡大放送                                                                                               |
| 2024年 | 5月 - 6月        | 鬼滅の刃 柱稽古編                             | 外崎春雄         | ufotable           | 漫画             | アニプレックス                     | 初回1時間スペシャル放送、第7話は40分拡大放送、最終話は60分拡大放送                                                                          |

### 劇場アニメ
| 公開年 | 公開日          | タイトル                                                   | 監督                   | 脚本                         | 原作       | 配給                         | 備考 |
| ------ | --------------- | ---------------------------------------------------------- | ---------------------- | ---------------------------- | ---------- | ---------------------------- | --- |
| 2007年 | 12月1日         | 劇場版 空の境界 第一章 俯瞰風景                            | あおきえい             | 平松正樹                     | 小説       | アニプレックス               | アニプレックス初配給作品 |
| 2007年 | 12月29日        | 劇場版 空の境界 第二章 殺人考察（前）                      | 野中卓也               | 平松正樹                     | 小説       | アニプレックス               | |
| 2008年 | 2月9日          | 劇場版 空の境界 第三章 痛覚残留                            | 小船井充               | 平松正樹                     | 小説       | アニプレックス               | |
| 2008年 | 5月24日         | 劇場版 空の境界 第四章 伽藍の洞                            | 滝口禎一               | 平松正樹                     | 小説       | アニプレックス               | |
| 2008年 | 8月16日         | 劇場版 空の境界 第五章 矛盾螺旋                            | 平尾隆之               | 平松正樹                     | 小説       | アニプレックス               | |
| 2008年 | 12月20日        | 劇場版 空の境界 第六章 忘却録音                            | 三浦貴博               | 平松正樹                     | 小説       | アニプレックス               | |
| 2009年 | 3月14日         | 劇場版 空の境界 Remix -Gate of seventh heaven-             | 寺尾優一 吉川冴 近藤光 | N/A                          | 小説       | アニプレックス               | 第一章から第六章までの内容に新規カットを追加した総集編 |
| 2009年 | 8月8日          | 劇場版 空の境界 第七章 殺人考察（後）                      | 瀧沢進介               | 平松正樹                     | 小説       | アニプレックス               | |
| 2010年 | 12月18日        | 劇場版 空の境界 終章 空の境界                              | 近藤光                 | 平松正樹                     | 小説       | アニプレックス               | |
| 2011年 | 10月29日        | 桜の温度                                                   | 平尾隆之               | 平尾隆之                     | オリジナル | ufotable                     | Ufotable CINEMAにて限定公開。2020年現在も毎日上映中 |
| 2013年 | 7月13日         | 劇場版 空の境界 俯瞰風景3D                                 | あおきえい             | 平松正樹                     | 小説       | アニプレックス               | 『劇場版 空の境界 俯瞰風景』を3D化した作品 |
| 2013年 | 7月13日         | Fate/ゼロカフェ 第1弾                                      | 近藤光（総）           | ufotable 近藤光 チョンソダム | 漫画       | アニプレックス               | 『劇場版 空の境界 俯瞰風景3D』と同時上映 |
| 2013年 | 9月28日         | 劇場版 空の境界 未来福音                                   | 須藤友徳               | 桧山彬                       | 小説       | アニプレックス               | |
| 2013年 | 9月28日         | 劇場版 空の境界 未来福音 extra chorus                      | あおきえい             | あおきえい                   | 小説       | アニプレックス               | 『劇場版 空の境界 未来福音』と同時上映 |
| 2013年 | 12月25日        | 魔女っこ姉妹のヨヨとネネ                                   | 平尾隆之               | 佐藤和治 平尾隆之 実弥島巧   | 漫画       | キングレコード、ティ・ジョイ | アニプレックスが出資に参加 |
| 2016年 | 3月19日         | Fate/ゼロカフェ 第2弾                                      | 近藤光（総）           | N/A                          | 漫画       | ufotable                     | Ufotable CINEMAにて限定上映 |
| 2017年 | 10月14日        | 劇場版 Fate/stay night ［Heaven's Feel］ I. presage flower | 須藤友徳               | 桧山彬                       | ゲーム     | アニプレックス               | |
| 2019年 | 1月12日         | 劇場版 Fate/stay night ［Heaven's Feel］II. lost butterfly | 須藤友徳               | 桧山彬                       | ゲーム     | アニプレックス               | |
| 2019年 | 3月29日         | 特別上映版「鬼滅の刃 兄妹の絆」                            | 外崎春雄               | ufotable                     | 漫画       | アニプレックス               | テレビアニメ放送開始に先駆けて第1話から第5話で構成した総集編 |
| 2020年 | 8月15日         | 劇場版 Fate/stay night ［Heaven's Feel］III. spring song   | 須藤友徳               | 桧山彬                       | ゲーム     | アニプレックス               | |
| 2020年 | 10月16日        | 劇場版 鬼滅の刃 無限列車編                                 | 外崎春雄               | ufotable                     | 漫画       | 東宝、アニプレックス         | 東宝は製作委員会には未参加 |
| 2023年 | 2月3日          | 鬼滅の刃 上弦集結、そして刀鍛冶の里へ                      | 外崎春雄               | ufotable                     | 漫画       | 東宝、アニプレックス         | 期間限定上映。舞台挨拶のほか、世界104か国にてワールドツアー上映を実施。 遊郭編10話・11話に加えて新作・刀鍛冶の里編の第1話1時間SPを先行上映。 東宝は製作委員会には未参加                                                                                   |
| 2024年 | 2月2日          | 鬼滅の刃 絆の奇跡、そして柱稽古へ                          | 外崎春雄               | ufotable                     | 漫画       | 東宝、アニプレックス         | 期間限定上映。舞台挨拶のほか、140以上の国・地域にてワールドツアー上映を実施。 刀鍛冶の里編11話に加えて新作・柱稽古編の第1話1時間SPを先行上映。 東宝は製作委員会には未参加                                                                                 |
| 2025年 | 4月4日 - 7月3日 | 鬼滅シアター -「鬼滅の刃」特別編集版 劇場上映-             | 外崎春雄               | ufotable                     | 漫画       | 東宝、アニプレックス         | 期間限定上映。TVアニメ特別編集版の限定上映と、『劇場版「鬼滅の刃」無限列車編』のリバイバル上映企画 第1期各章から柱稽古編までを全12章の総集編に分けて各章1週間限定上映。「無限列車編」は初のリバイバル上映となり、5週間限定公開 東宝は製作委員会には未参加 |
| 2025年 | 7月18日         | 劇場版 鬼滅の刃 無限城編 第一章 猗窩座再来                 | 外崎春雄 近藤光（総）  | ufotable                     | 漫画       | 東宝、アニプレックス         | 全国443館・世界150の国と地域で上映 東宝は製作委員会には未参加 |
| 未公表 | 未公表          | 魔法使いの夜                                               | 未公表                 | 未公表                       | ゲーム     | アニプレックス               | |
| 未公表 | 未公表          | 活撃 刀剣乱舞                                              | 未公表                 | 未公表                       | ゲーム     | アニプレックス               | |
| 未公表 | 未公表          | 劇場版 鬼滅の刃 無限城編 第二章、第三章                    | 未公表                 | 未公表                       | 漫画       | 東宝、アニプレックス         | |

### テレビスペシャル・総集編
| 開始年 | 放送期間                             | タイトル                                          | レーベル                           | 備考 |
| ------ | ------------------------------------ | ------------------------------------------------- | ---------------------------------- | --- |
| 2013年 | 7月 - 9月                            | 劇場版 空の境界                                   | アニプレックス                     | 劇場版 空の境界の総集編。全13話。 ディレクション・編集・制作はキュー・テックが担当。 |
| 2014年 | 12月                                 | テイルズ オブ ゼスティリア 〜導師の夜明け〜       | バンダイナムコエンターテインメント | ゲームに収録される特典アニメの先行放送版 |
| 2017年 | 12月                                 | Fate/Grand Order × 氷室の天地 〜7人の最強偉人篇〜 | アニプレックス                     | 年末スペシャルアニメとして放送 |
| 2020年 | 10月10日・17日 12月20日              | 鬼滅の刃 総集編                                   | アニプレックス                     | テレビアニメ第1期の総集編。全3回。2回目、3回目は一部新規映像含む。 フジテレビ系列『土曜プレミアム』枠にて放送 |
| 2021年 | 9月11日・12日・18日 19日・23日・25日 | 鬼滅の刃 総集編・無限列車編                       | アニプレックス                     | テレビアニメ版第1期の総集編。全6回。総集編は新規予告編含む。無限列車編は全編ノーカット放送。 フジテレビフジネットワーク系列プライムタイム枠にて放送                                                              |
| 2022年 | 12月10日                             | 特別編集版 鬼滅の刃 無限列車編 特別放送           | アニプレックス                     | テレビアニメ版無限列車編のアニメオリジナル第1話と劇場版『無限列車編』を放送。劇場版パートは全編完全ノーカット。放送後に『刀鍛冶の里編』の新予告PVを公開。 フジテレビフジネットワーク系列プライムタイム枠にて放送 |
| 2023年 | 4月1日・8日                          | 特別編集版 鬼滅の刃 遊郭編 特別放送               | アニプレックス                     | テレビアニメ版遊郭編の総集編を前・後編で放送。 フジテレビフジネットワーク系列『土曜プレミアム』枠にて放送。2024年2月17日・24日には同枠で再放送が行われた。                                                       |
| 2024年 | 5月4日・5日                          | 特別編集版 鬼滅の刃 刀鍛冶の里編 特別放送         | アニプレックス                     | テレビアニメ版刀鍛冶の里編の総集編を前・後編で放送。 フジテレビフジネットワーク系列プライムタイム枠にて放送。 |
| 2025年 | 6月28日 - 7月17日                    | 「鬼滅の刃」全七夜特別放送                        | アニプレックス                     | 『無限列車編』『遊郭編』『刀鍛冶の里編』『柱稽古編』を全七日間にかけて放送。 フジテレビフジネットワーク系列ゴールデンタイム枠にて放送。                                                                          |

### OVA
| 発売年 | タイトル                                                        | 監督           | 原作   | レーベル             | 備考                                                 |
| ------ | --------------------------------------------------------------- | -------------- | ------ | -------------------- | ---------------------------------------------------- |
| 2004年 | 蒼い海のトリスティア                                            | まついひとゆき | ゲーム | クロックワークス     |                                                      |
| 2007年 | テイルズ オブ シンフォニア THE ANIMATION シルヴァラント編 全4巻 | 外崎春雄       | ゲーム | フロンティアワークス |                                                      |
| 2009年 | トリコ                                                          | 小船井充       | 漫画   | 集英社               |                                                      |
| 2010年 | テイルズ オブ シンフォニア THE ANIMATION テセアラ編 全4巻       | 外崎春雄       | ゲーム | フロンティアワークス |                                                      |
| 2011年 | テイルズ オブ シンフォニア THE ANIMATION 世界統合編 全3巻       | 外崎春雄       | ゲーム | フロンティアワークス |                                                      |
| 2011年 | 百合星人ナオコサン                                              | 竹内哲也       | 漫画   | アニプレックス       | アニメ文庫（アニプレックスとufotableの共同企画）作品 |
| 2011年 | みのりスクランブル!                                             | 野中卓也       | 漫画   | アニプレックス       | アニメ文庫（アニプレックスとufotableの共同企画）作品 |
| 2011年 | ギョ                                                            | 平尾隆之       | 漫画   | アニプレックス       | アニメ文庫（アニプレックスとufotableの共同企画）作品 |

### Webアニメ
| 開始年 | 放送期間         | タイトル                                          | 監督                    | シリーズ構成 または脚本 | 原作       | レーベル       | 備考                                                                  |
| ------ | ---------------- | ------------------------------------------------- | ----------------------- | ----------------------- | ---------- | -------------- | --------------------------------------------------------------------- |
| 2009年 | 12月 - 2010年2月 | やわらかめ                                        | 矢上裕 たあたんちぇっく | N/A                     | オリジナル | BeeTV          | BeeTV（2015年以降はdTV）にて独占配信。2分間のショートアニメ。全26話。 |
| 2018年 | 1月 - 2019年1月  | 衛宮さんちの今日のごはん                          | 三浦貴博 佐藤哲人       | ufotable                | 漫画       | アニプレックス | AbemaTVほかにて配信                                                   |
| 2021年 | 2月14日          | 鬼滅の刃 中高一貫!! キメツ学園物語 バレンタイン編 | 外崎春雄                | N/A                     | 漫画       | アニプレックス | 全4話、アニプレックス公式YouTubeチャンネル、AbemaTVにて配信           |

### 媒体未発表
| 年     | タイトル       | 監督   | レーベル       | 備考                           |
| ------ | -------------- | ------ | -------------- | ------------------------------ |
| 未公表 | ガールズワーク | 未公表 | アニプレックス | 2015年10月時点で企画進行中     |
| 未公表 | 原神           | 未公表 | HoYoverse      | 長期プロジェクトとして展開予定 |

### その他 制作アニメーション
| 年     | タイトル                                                                                | 備考                                                                                   |
| ------ | --------------------------------------------------------------------------------------- | -------------------------------------------------------------------------------------- |
| 2010年 | アニメ店長新CM映像 「アニメ店長激情版」                                                 | 『アニメ店長10周年プロジェクト』 プロジェクト1                                         |
| 2010年 | アニメ店長×東方Project                                                                  | 『アニメ店長10周年プロジェクト』 プロジェクト3 アニメ店長コラボ10番勝負ROUND1          |
| 2019年 | TYPE-MOON展 Fate/stay night -15年の軌跡- 特別映像                                       | Fate/stay nightより「Réalta Nua（ラストエピソード）」の一部を映像化                    |
| 2025年 | アニメ「鬼滅の刃」×「MLB Tokyo Series presented by Guggenheim」コラボレーションムービー | メジャーリーグベースボール、ロサンゼルス・ドジャース、シカゴ・カブスとのコラボムービー |

### ゲームアニメーション
シリーズ作品
- サモンナイトシリーズ
  - サモンナイト クラフトソード物語2（2004年） - TVCM、販促VTR、アニメーション制作
  - サモンナイトエクステーゼ 夜明けの翼（2005年） - OPアニメーション制作
  - サモンナイトグランテーゼ 滅びの剣と約束の騎士（2010年） - アニメーション制作
  - サモンナイト5（2013年） - OPアニメーション制作
- 魔界戦記ディスガイアシリーズ
  - 魔界戦記ディスガイア2（2006年） - OPアニメーション制作
  - 魔界戦記ディスガイア3（2008年） - OPアニメーション制作
- GOD EATERシリーズ
  - ゴッドイーター（2010年） - PV、OP・EDアニメーション制作
  - ゴッドイーター バースト（2010年） - OP・EDアニメーション制作
  - ゴッドイーター2（2013年） - OP・EDアニメーション制作
  - ゴッドイーター2 レイジバースト（2015年） - OP・劇中・EDアニメーション制作
  - パチスロ GOD EATER（2015年） - アニメーション制作
  - GOD EATER ONLINE（2017年） - アニメーション制作
  - パチスロ GOD EATER 2（2017年） - アニメーション制作
  - GOD EATER RESONANT OPS（2018年） - アニメーション制作
  - ゴッドイーター3（2018年） - アニメーション制作
- テイルズ オブ シリーズ
  - テイルズ オブ エクシリア（2011年） - アニメーション制作
  - テイルズ オブ エクシリア2（2012年） - アニメーション制作
  - テイルズ オブ シンフォニア ユニゾナントパック（2013年） - イラスト制作
  - テイルズ オブ ゼスティリア（2015年） - アニメーション制作
  - テイルズ オブ ベルセリア（2016年） - アニメーション制作
  - テイルズ オブ アライズ（2021年） - アニメーション制作
    - 「Tales of ARISE」イントロダクションアニメ（2022年） - アニメーション制作
- TYPE-MOON作品（Fateシリーズ、月姫）
  - Fate/Zero ［Next Encounter］（2012年） - イラスト制作
  - Fate/stay night ［Réalta Nua］（2012年） - OPアニメーション制作
    - とびたて! 超時空トラぶる花札大作戦 （Fate/stay night [Réalta Nua]の購入特典、2012年） - 背景協力

  - Fate/Zero The Adventure（2013年） - 新規イラスト制作
  - Fate/hollow ataraxia（2014年） - OPアニメーション制作
    - カプセルさーばんと（Fate/hollow ataraxia搭載 2014年） - ユニット作画

  - Fate/Grand Order（2016年 - 2020年） - 「空の境界」コラボレーションCMアニメーション制作[98]・概念礼装イラスト制作[99]、「Fate/Zero」コラボレーションCM・宣伝広告イラスト制作[100]、劇場版Fate/stay night公開記念概念礼装イラスト制作など
  - 月姫 -A piece of blue glass moon-（2021年） - OPアニメーション制作
- アイドリッシュセブン シリーズ
  - ŹOOĻ 2ndシングル「Bang!Bang!Bang!」（2019年） - MVアニメーション制作
  - 「アイドリッシュセブン 5th Anniversary Event "/BEGINNING NEXT"」ŹOOĻスペシャルパフォーマンス映像「4-ROAR」（2021年） - 映像制作
  - アイドリッシュセブン 第5部 キービジュアル制作（2021年）
  - アイドリッシュセブン 第5部 4ユニットCDジャケット（2022年）

単体作品
| 発売年 | タイトル                                                   | 備考                                                           |
| ------ | ---------------------------------------------------------- | -------------------------------------------------------------- |
| 2004年 | シンフォニック=レイン                                      | OPアニメーション制作                                           |
| 2005年 | DEMENTO                                                    | 絵コンテ制作                                                   |
| 2005年 | フタコイ オルタナティブ 恋と少女とマシンガン               | 制作協力                                                       |
| 2007年 | ドラゴンシャドウスペル                                     | アニメーション制作                                             |
| 2007年 | ソウルクレイドル 世界を喰らう者                            | 制作協力                                                       |
| 2007年 | がくえんゆーとぴあ まなびストレート! キラキラ☆Happy Festa! | 監修・制作協力                                                 |
| 2008年 | 大乱闘スマッシュブラザーズX                                | 「亜空の使者」ムービーパート 絵コンテ制作                      |
| 2008年 | ノスタルジオの風                                           | CMアニメーション制作                                           |
| 2009年 | セイクリッドブレイズ                                       | アニメーション制作                                             |
| 2009年 | ミマナイアルクロニクル                                     | 劇中アニメーション制作                                         |
| 2011年 | ブラック★ロックシューター THE GAME                         | OPアニメーション制作                                           |
| 2014年 | NAtURAL DOCtRINE                                           | キャラクターデザイン                                           |
| 2018年 | ドラガリアロスト                                           | CMアニメーション制作、一部カードイラスト制作                   |
| 2019年 | CODE VEIN                                                  | アニメーション制作                                             |
| 2021年 | 鬼滅の刃 ヒノカミ血風譚                                    | 監修（アニプレックス、集英社と共同）、パッケージビジュアル制作 |

### テレビ番組
| 放送年 | タイトル                                                        | 制作                                   | 備考                                                       |
| ------ | --------------------------------------------------------------- | -------------------------------------- | ---------------------------------------------------------- |
| 2000年 | うたばん                                                        | TBS                                    | アニメーション制作                                         |
| 2002年 | スーパーモーニング                                              | テレビ朝日                             | - 2003年、企画コーナー                                     |
| 2002年 | 笑う犬の情熱                                                    | フジテレビ                             | OPアニメーション制作                                       |
| 2002年 | ツーハンマン                                                    | テレビ朝日                             | OPアニメーション制作                                       |
| 2003年 | 笑う犬の太陽                                                    | フジテレビ                             | OPアニメーション制作                                       |
| 2014年 | おへんろ。〜八十八歩記〜                                        | 岡山放送 テレビ愛媛 高知さんさんテレビ | - 2015年、原作・企画・製作総指揮・アニメーションパート制作 |
| 2017年 | アニメギルド                                                    | BSフジ                                 | OPアニメーション                                           |
| 2018年 | ジャパコンProject ギルドフレンズ〜飯田里穂の!世界へ?本気です!〜 | BSフジ                                 | - 2021年、協力                                             |

### 実写映画
- おへんろ。〜八十八歩記〜 夏・私たちも歩いた（2014年-2015年）[101]

### 漫画作品
| 開始年 | タイトル                                      | 掲載誌                                 | 備考                                                            |
| ------ | --------------------------------------------- | -------------------------------------- | --------------------------------------------------------------- |
| 2005年 | がくえんゆーとぴあ まなびストレート!          | 月刊コミック電撃大王                   | - 2008年                                                        |
| 2006年 | コヨーテ ラグタイムショー                     | 月刊コミックラッシュ                   | - 2007年                                                        |
| 2007年 | 清く正しく美しく                              | ジャンプスクエア                       | - 2009年                                                        |
| 2012年 | Fate/ゼロカフェ〜Fate/Zero cafeに集う英霊達〜 | 月刊ニュータイプ                       | 9月号 - 2014年10月号                                            |
| 2013年 | テイルズ オブ 学園（アカデミア）              | きゃらびぃ ビバ☆テイルズ オブ マガジン |                                                                 |
| 2014年 | Fate/ステイナイトカフェ 〜cafeに集う英霊達〜  | 月刊ニュータイプ                       | 11月号 - 2023年6月号                                            |
| 2014年 | おへんろ。                                    | ファミ通コミッククリア                 | 11月21日 - 2017年8月11日、作画：寺本薫 / 監修：ufotable         |
| 2015年 | まなびストレート!SAKRA                        | ファミ通コミッククリア                 | 1月30日 - 2016年2月26日、作画：ヱシカ/ショーゴ / 監修：ufotable |

### 新聞連載作品
| 開始年 | タイトル                 | 連載         | 連載期間                 |
| ------ | ------------------------ | ------------ | ------------------------ |
| 2013年 | おへんろ。第1期          | 徳島新聞朝刊 | 10月14日 - 2017年3月28日 |
| 2017年 | おへんろ。第2期          | 徳島新聞朝刊 | 5月6日 - 2018年10月23日  |
| 2018年 | おへんろ。第3期          | 徳島新聞朝刊 | 10月30日 - 2020年7月28日 |
| 2020年 | おへんろ。総集編・特別編 | 徳島新聞朝刊 | 8月4日 - 2021年12月28日  |

### 著書・書籍
| 発売年 | タイトル                                           | 出版             | 備考                                                          |
| ------ | -------------------------------------------------- | ---------------- | ------------------------------------------------------------- |
| 2006年 | フタコイ オルタナティブG                           | メディアワークス | 著者：金月龍之介/イラスト：ufotable                           |
| 2013年 | ノベライズ版 魔女っこ姉妹のヨヨとネネ              | 徳間書店         | 著者：佐藤和治（ufotable）/イラスト：チョンソダム（ufotable） |
| 2014年 | 空の境界 the Garden of sinners THE ANIMATION 画集  | 星海社           | 著者：ufotable                                                |
| 2014年 | 劇場版 空の境界 美術集                             | 星海社           | 著者：ufotable                                                |
| 2015年 | Fate/stay night[Unlimited Blade Works]美術集       | 星海社           | 著者：ufotable                                                |
| 2016年 | Fate/Zero美術集                                    | 星海社           | 著者：ufotable                                                |
| 2020年 | 劇場版 鬼滅の刃 無限列車編 ノベライズ              | 集英社           | 原作：吾峠呼世晴 / 小説：矢島綾 / 脚本：ufotable              |
| 2020年 | 劇場版 鬼滅の刃 無限列車編 ノベライズ みらい文庫版 | 集英社           | 原作：吾峠呼世晴 / 小説：松田朱夏 / 脚本：ufotable            |
| 2022年 | アニメ「鬼滅の刃」イラスト記録集 壱                | 集英社           | イラスト・著：ufotable / 原作：吾峠呼世晴                     |
| 2023年 | アニメ「鬼滅の刃」イラスト記録集 弐                | 集英社           | イラスト・著：ufotable / 原作：吾峠呼世晴                     |

### 作詞
ufotable
- フタコイ オルタナティブ（2005年）
  - ぼくらの時間（歌手：eufonius / 作曲：菊地創） - 逢瀬祭・eufoniusと共同
- コヨーテ ラグタイムショー（2006年）
  - COYOTE（歌手：Naoki with Power Sound/作曲：大川茂伸） - 逢瀬祭と共同
  - 薄らぐ記憶（歌手：Sana/作曲：イケダトモノリ） - 逢瀬祭と共同
- がくえんゆーとぴあ まなびストレート!（2007年）
  - 聖桜学園校歌 学園祭Ver.（歌手：堀江由衣/作曲：横山マサル） - 逢瀬祭と共同
- トリコ（2010年）
  - その名はトリコ！（歌手：トリコ（近藤隆）/作曲：長谷川智樹） - 平松正樹と共同
- おへんろ。〜八十八歩記〜（2014年）
  - おへんろ。数え歌 〜徳島編〜（歌手：TEAM OHENRO。（高野麻里佳、山下七海、江原裕理）/作曲：皆谷尚美） - 近藤光、皆谷尚美と共同
- テイルズ オブ ゼスティリア ザ クロス（2016年）
  - Ageless moon（歌手：真崎エリカ / 作曲 - 桑原聖 / 編曲 - 酒井拓也） - 真崎エリカと共同
- 鬼滅の刃（2019年）
  - 竈門炭治郎のうた（歌手：椎名豪 featurring 中川奈美 / 作曲・編曲：椎名豪）
- 鬼滅の刃 刀鍛冶の里編（2023年）
  - 竈門禰󠄀豆子のうた（歌手：椎名豪 featurring 中川奈美 / 作曲・編曲：椎名豪）

逢瀬祭（近藤光）
- みのりスクランブル!（2011年）
  - みんなでハッピー（歌手：阿久津加菜、五十嵐裕美、高井舞香/作曲：三澤康広）
  - 君の僕へのかくしごと（歌手： 阿久津加菜、五十嵐裕美、高井舞香/作曲：三澤康広）

近藤光
- 劇場版 鬼滅の刃 無限城編（2025年）
  - 太陽が昇らない世界（歌手：Aimer / 作曲・編曲：椎名豪）

平尾隆之
- 魔女っこ姉妹のヨヨとネネ（2013年）
  - 虹の約束（歌手：小松未可子/作曲：椎名豪） - 小松未可子と共同
- GOD EATER（2015年）
  - 荒廃地（歌手：naomi（皆谷尚美）/作曲：椎名豪） - naomiと共同

鹿島公行
- Fate/ゼロカフェ （2013年）
  - ようこそ!Fate/ゼロカフェへ（歌手:goody） - 劇中の音楽制作も担当
- おへんろ。〜八十八歩記〜（2014年）
  - 千と二百の物語（歌手：TEAM OHENRO。（高野麻里佳、山下七海、江原裕理）/編曲：宮下卓也） - 作曲も担当
- マチ★アソビ CAFE（2015年）
  - 君がはじまる物語（歌手：マチ★アソビ CAFEキャスト一期生（あい、あやか、さひろ、ちはる、はるぽ、ゆりぱん）） - 作曲も担当

### イラスト・映像・デザイン制作
- フタコイ オルタナティブ -THE NOVEL-（2005年）著者：工藤治 / イラスト：ufotable
- 自転車王国とくしま（2009年） - ロゴ制作
- 徳島市阿波踊り 宣伝ポスター[104]（2009年 - 2025年）
  - 2009年 - 『空の境界（両儀式&黒桐幹也）』
  - 2010年 - 『空の境界（両儀式&黒桐鮮花）』・『東方Project』
  - 2011年 - 多数の作品・イラストレーターとコラボしたチャリティーポスター[105]。
  - 2012年 - 『Fate/Zero』・『テイルズ オブ エクシリア』
  - 2013年 - 『空の境界』&『魔女っこ姉妹のヨヨとネネ』・『ゴッドイーター』&『サモンナイト5』[注釈 7]
  - 2014年 - 『Fate/stay night』&『Fate/hollow ataraxia』[106]
  - 2015年 - 『おへんろ。』・『GOD EATER』・『テイルズ オブ ゼスティリア』[注釈 8][107]
  - 2016年 - 『アイドルマスター×中村繪里子（制作：レイアップ）』『おへんろ。×TEAM OHENRO。（山下七海・江原裕理・高野麻里佳）』
  - 2017年 - 『活撃 刀剣乱舞』[108]
  - 2018年 - 『衛宮さんちの今日のごはん』[109]
  - 2025年 - 『鬼滅の刃』[110]
- 自衛隊徳島地方協力本部 マスコットキャラクター「さきちゃん」「もりくん」 - 作画協力[24]
- 自衛隊徳島地方協力本部 平成22年度採用用自衛官募集ポスター（2010年）原画：村上 龍之介 / 監修：須藤友徳
- いざ志願! おひとりさま自衛隊（2010年：文藝春秋、2013年：文春文庫） 著：岡田真理 / イラストレーター：須藤友徳（ufotable） - イラスト制作[111]
- 紙芝居 仮面ライダー お遍路危うしヤミヨロイの恐怖（2010年） シナリオ：三谷広 / 監修：石森プロ・東映 / 制作：ufotable - 無償制作
- 坂本真綾の満月朗読館（星海社、2010年） - 映像演出
  - 第1弾「銀河鉄道の夜 第9章 ジョバンニの切符」 著者：宮沢賢治 / イラストレーター：竹
  - 第2弾「山月記」 著者：中島敦 / イラストレーター：ミギー
  - 第3弾「ベッドタイム・ストーリー」 著者：乙一 / イラストレーター：釣巻和
  - 第4弾「月の珊瑚」 著者：奈須きのこ / イラストレーター：武内崇・逢倉千尋
  - 第5弾「四月の魔女の部屋」 著者：星空めてお / イラストレーター:逢倉千尋
- 電撃文庫版 テイルズ オブ エクシリア（2011年） - 原作:バンダイナムコゲームス、著者:安彦薫 / カバーイラスト:ufotable / 口絵・本文イラスト：佐藤夕子
- 栗山千明の新月朗読館（星海社、2012年） - 映像演出
  - 第1弾「願いの叶う家」 著者：一肇 / イラストレーター：安倍吉俊・なまにくATK (Nitroplus)
  - 第2弾「ダイアログ・イン・ザ・ダーク」 著者：乙一 / イラストレーター：釣巻和
  - 第3弾「鵺」 著者：京極夏彦 / イラストレーター：小畑健
- ユウキノアニメ（2012年） 著：高橋ゆま / イラストレーター：石塚みゆき（ufotable） - イラスト制作
- TYPE-MOON エイプリルフール企画 「路地裏さつき ヒロイン十二宮編」（制作協力、2013年4月1日） - 「首切りバニー 両儀式」 デザイン・原画：須藤友徳 / 仕上げ：松岡美佳・千崎美賀子/ コンポジット：寺尾優一・吉川冴
- テイルズ オブ シンフォニア 贖罪のクラトス（2013年） - イラスト制作
- 艦隊これくしょん -艦これ-（2014年） - コラボカフェ描き下ろしイラスト制作、店内限定アニメーション映像制作[112][113]
- TYPE-MOON エイプリルフール企画 「TMitter2015」（制作協力、2015年4月1日） - 「間桐桜」 原画：須藤友徳
- ファミ通文庫版 テイルズ オブ ゼスティリア（2015年） - 原作：バンダイナムコゲームス、著者:平林佐和子 / イラスト:ufotable
- インスタント・マギ（2016年：KADOKAWA） 著：青木潤太朗 / イラストレーター：小船井充（ufotable） - イラスト制作[114]
- 「唄の降る夜」コンサート - 協力、キービジュアル制作
  - 第一夜 Kalafina × Aimer（2015年、徳島県文化の森総合公園）[115]
  - 第二夜 LiSA × Aimer（2018年、徳島県文化の森総合公園）[116]
- Fate/stay night Original Soundtrack & Drama CD Garden of Avalon - glorious, after image（2016年） - 原画：武内崇 /　背景イラスト:衛藤功二（ufotable）/　彩色：こやまひろかず、下越
- Kalafina 10th Anniversary LIVE 2018（2018年、日本武道館） - 「oblivious」映像編集・制作[117]
- 衛宮さんちの今日の晩餐会（2019年6月30日、ヒューリックホール東京） - 朗読劇オリジナルストーリー脚本制作
- Return to AVALON -武内崇Fate ART WORKS-（2019年12月25日） - 「イギリス紀行」背景美術制作、協力[118]
- めざましテレビ「めざましじゃんけん×鬼滅の刃」（2020年10月、2023年3月-4月、2025年6月-7月） - アニメーション制作
- 第73回NHK紅白歌合戦（2022年12月31日） - Aimer「残響散歌」映像編集[119]
- 「Fate/stay night」20周年記念コンサート（2024年9月21日・22日） - キービジュアル制作・映像編集

## 制作協力

### テレビアニメ（制作協力）
| 放送年 | タイトル                                                 | 制作元請                   | 備考                                                        |
| ------ | -------------------------------------------------------- | -------------------------- | ----------------------------------------------------------- |
| 2002年 | 機動戦士ガンダムSEED                                     | サンライズ                 | -2003年、CGパート制作                                       |
| 2003年 | D.C. 〜ダ・カーポ〜                                      | ZEXCS                      | 原画（第24話・第25話）                                      |
| 2003年 | ソニックX                                                | トムス・エンタテインメント | -2004年、CGパート制作                                       |
| 2004年 | BURN-UP SCRAMBLE                                         | AIC                        | 原画（第4話）                                               |
| 2005年 | NARUTO -ナルト-                                          | ぴえろ                     | 原画（第138話）                                             |
| 2005年 | ぱにぽにだっしゅ!                                        | ガンジス、シャフト         | 原画（第10話）                                              |
| 2005年 | ギャラクシーエンジェルX                                  | マッドハウス               | 原画（第11話）                                              |
| 2012年 | だから僕は、Hができない。                                | feel.                      | 原画（第12話）                                              |
| 2013年 | みなみけ ただいま                                        | feel.                      | 原画（第9話）                                               |
| 2013年 | 東京レイヴンズ                                           | エイトビット               | 原画（第1話）                                               |
| 2014年 | 鬼灯の冷徹                                               | WIT STUDIO                 | OPアニメーション原画                                        |
| 2014年 | 世界征服〜謀略のズヴィズダー〜                           | A-1 Pictures               | OPアニメーション動画                                        |
| 2016年 | だがしかし                                               | feel.                      | 原画（第7話）                                               |
| 2017年 | GRANBLUE FANTASY The Animation                           | A-1 Pictures               | 絵コンテ（第5話・第12話、三浦貴博）                         |
| 2017年 | Re:CREATORS                                              | TROYCA                     | 取材協力（第7話、第8話、ufotable Cafe TOKYO）               |
| 2017年 | 月がきれい                                               | feel.                      | 原画・第2原画（第12話）                                     |
| 2018年 | アイドリッシュセブン                                     | TROYCA                     | 原画（第4話・第7話）、第2原画（第7話）                      |
| 2018年 | Butlers〜千年百年物語〜                                  | SILVER LINK.               | 原画（第1話）                                               |
| 2018年 | ヒナまつり                                               | feel.                      | 原画（第6話・第7話） 第2原画（第1話・第2話・第7話・第12話） |
| 2018年 | ロード・エルメロイII世の事件簿 -魔眼蒐集列車 Grace note- | TROYCA                     | 原画                                                        |
| 2021年 | Re:ゼロから始める異世界生活 2nd season                   | WHITE FOX                  | 原画（第49話）                                              |
| 2023年 | 王様ランキング 勇気の宝箱                                | WIT STUDIO                 | 原画（第6話）                                               |
| 2023年 | 機動戦士ガンダム 水星の魔女                              | サンライズ                 | 動画・仕上げ（23話）                                        |
| 2024年 | 負けヒロインが多すぎる!                                  | A-1 Pictures               | 作画協力（7～11話）                                         |
| 2024年 | わんだふるぷりきゅあ!                                    | 東映アニメーション         | 原画（35話）                                                |

### 劇場アニメ（制作協力）
| 公開年 | タイトル                                                                  | 制作元請            | 備考               |
| ------ | ------------------------------------------------------------------------- | ------------------- | ------------------ |
| 2004年 | NITABOH 仁太坊-津軽三味線始祖外聞                                         | ワオワールド        | 制作協力           |
| 2006年 | ゲド戦記                                                                  | スタジオジブリ      | 作画協力           |
| 2007年 | ヱヴァンゲリヲン新劇場版:序                                               | スタジオカラー      | モニターワーク     |
| 2009年 | ヱヴァンゲリヲン新劇場版:破                                               | スタジオカラー      | エフェクト協力     |
| 2010年 | 劇場版イナズマイレブン 最強軍団オーガ襲来                                 | OLM Team Koitabashi | 作画協力           |
| 2013年 | 劇場版ポケットモンスター ベストウイッシュ 神速のゲノセクト ミュウツー覚醒 | OLM Team Koitabashi | 作画協力           |
| 2013年 | 劇場版 魔法少女まどか☆マギカ ［新編］叛逆の物語                           | シャフト            | アニメーション協力 |
| 2016年 | ファントム オブ キル -Zeroからの反逆-                                     | Production I.G      | 背景協力           |
| 2017年 | 劇場版 Fate/kaleid liner プリズマ☆イリヤ 雪下の誓い                       | SILVER LINK.        | 協力企業           |
| 2021年 | シン・エヴァンゲリオン劇場版:\|                                           | スタジオカラー      | 動画協力           |
| 2021年 | 劇場版 Fate/kaleid liner プリズマ☆イリヤ Licht 名前の無い少女             | SILVER LINK.        | 原画               |
| 2022年 | ONE PIECE FILM RED                                                        | 東映アニメーション  | 制作協力           |
| 2023年 | 君たちはどう生きるか                                                      | スタジオジブリ      | 作画協力           |
| 2023年 | 映画 プリキュアオールスターズF                                            | 東映アニメーション  | 制作協力           |

### 実写映画（制作協力）
- 踊る大捜査線 THE MOVIE 2 レインボーブリッジを封鎖せよ!（製作：フジテレビ、2003年） - アニメーション制作

## 受賞歴
- 2005年 - テレビアニメ作品『フタコイ オルタナティブ』が第9回文化庁メディア芸術祭において審査委員会推薦作品に選出[120]。
- 2008年 - 映画『劇場版 空の境界 第一章 俯瞰風景』が第12回文化庁メディア芸術祭審査委員会推薦作品に選出[121]。
- 2020年2月 - テレビアニメ『鬼滅の刃』が『東京アニメアワード2020』「作品賞 テレビ部門」を受賞。「個人賞 アニメーター部門」をufotable所属の松島晃が受賞した[122]。
- 2020年2月 -　テレビアニメ『鬼滅の刃』が『Crunchyrollアニメアワード2020』最優秀作品賞「Anime of the Year」に『「鬼滅の刃」by ufotable』として選ばれたほか、全18部門中3部門を制覇。2020年の最多受賞作品となった[123]。
- 2021年2月 - 『東京アニメアワード2021』にてufotable所属アニメーターの松島晃が「アニメ オブ ザ イヤー部門 個人賞 アニメーター部門」に2年連続で選ばれたほか、「監督・演出部門」にufotable所属演出家の外崎春雄が選ばれた[124]。
- 2021年3月 - 映画『劇場版 鬼滅の刃 無限列車編』が、『第44回日本アカデミー賞』最優秀アニメーション作品賞・最優秀音楽賞・話題賞の3冠を受賞[125]。
- 2021年4月 - 映画『劇場版 鬼滅の刃 無限列車編』が、デジタルメディア協会『第26回 AMD Award '20』大賞・総務大臣賞にアニプレックス・集英社・ufotableとして受賞[126]。
- 2021年5月 - 映画『劇場版 鬼滅の刃 無限列車編』が、『第40回藤本賞』にて最高賞にあたる藤本賞を制作チームが受賞[127]。
- 2021年10月 - 映画『劇場版 鬼滅の刃 無限列車編』が、第15回アジア・フィルム・アワード『2020 Highest-Grossing Asian Film Award』を受賞[128]。
- 2022年2月 - 『東京アニメアワード2022』にて松島が「個人賞 アニメーター部門」を3年連続で受賞したほか、ufotableデジタル映像部チーフの寺尾優一が「美術・色彩・映像部門」個人賞を受賞した[129]。同月には、『劇場版 鬼滅の刃 無限列車編』が『Crunchyrollアニメアワード2022』にて「ベスト・アニメーション」「ベスト・フィルム」など4つの賞を受賞[130]。
- 2023年2月 - 『東京アニメアワード2023』にて、ufotable美術部の衛藤功二が「美術・色彩・映像部門」個人賞を受賞した[131]。また、同年3月開催の『第1回新潟国際アニメーション映画祭』を前に2月に発表された【大川＝蕗谷賞】にて、撮影監督・寺尾優一らデジタル映像部が撮影技術を評価され受賞している[132]。
- 2023年3月 - 『Crunchyrollアニメアワード2023』にて最優秀アクション作品賞、最優秀アニメーション賞などを『鬼滅の刃 遊郭編』とufotableが受賞したほか、監督の外崎が最優秀監督賞、キャラクターデザインの松島が最優秀キャラクターデザイン賞を獲得。全部で5つの賞を獲得した[133]。
- 2024年3月 - 『Crunchyrollアニメアワード2024』にて最優秀アニメーション賞、最優秀美術賞、最優秀ファンタジー作品賞を『鬼滅の刃 刀鍛冶の里編』とufotableが受賞した[134]。
- 2025年5月 - 『Crunchyrollアニメアワード2025』にて最優秀アニメーション賞、最優秀継続シリーズ賞を『鬼滅の刃 柱稽古編』とufotableが受賞した[135]。

## 関連施設
企画演出部、飲食部門が運営。全国5都市及び韓国・中国にてカフェや映画館を計16店舗経営。キッチンカーによる移動販売事業も行う。

### ufotable Cafe・マチ★アソビ CAFE
全国5都市及び海外（韓国、中国）にて11店舗とキッチンカー2台を展開。日本国内では各都市ごとにufotable Cafe及びマチ★アソビ CAFEが双方出店している。
ufotable代表の近藤光は会社を立ち上げた時から、制作者とファンとの交流の場となるギャラリーカフェを経営することを考えていた。またスタッフの士気の向上、食生活の改善のためにカフェの経営を始めたと語っている。
ufotable Cafeでは、店内で同社が手掛けるアニメとのコラボメニューや原画などの展示が行われている。また、マチ★アソビ Cafeの設立前までは他の企業や制作会社とのコラボ企画も多かった。『Fate/zero』や『Fate/stay night [Unlimited Brade Works]』などの自社制作作品では作品の最速放送時間に合わせリアルタイム視聴会や上映会、トークショーを実施。また、作品に登場するキャラクターの誕生日に合わせてバースデイカフェを行った。
マチ★アソビ Cafeでは、徳島のアニメイベントマチ★アソビに出店する関連企業作品をはじめ他社のアニメ作品とのコラボカフェを中心に行っており、マチ★アソビ関連企業の商品なども取り扱っている。北九州店では声優やアニソン歌手のコンサートやイベント、上映会なども実施している。
2011年5月、徳島市のブランド食材を利用したメニューを提供している徳島市及び東部連携市町村の飲食店等が認定される『とくしまIPPIN店』に『ufotable Cafe TOKUSHIMA』が地産地消認定された。また、『ufotableCafe＆マチ★アソビCAFE北九州』は、2014年11月29日、徳島県により県のアンテナショップに認定された。2016年10月には、『ufotable Cafe TOKYO』が徳島県により県のアンテナショップに認定された。
ufotable Cafe 上海店では、2021年5月1日より、中国南西部にある成都市にポップアップ店として期間限定で出店。「鬼滅の刃」をテーマとしたコラボレーションカフェを期間限定オープンした。2021年11月27日には正式に『ufotable Cafe 成都店』をオープン。
2022年10月からは全国各所のイベントなどに出張販売が行えるようにキッチンカー『ufotable Cafe TO GO』を始動。ufotable Cafeを展開していない地域も含め、イベント企画運営者や施設運営者の依頼を元に出張営業を行う。2025年5月10日より『ufotable Cafe TO GO 2』が始動。
店舗（国内）
- 東京都
  - ufotable Cafe TOKYO - 東京都中野区・旧東京スタジオ1階・2006年6月オープン
  - マチ★アソビ カフェ TOKYO - 東京都中野区・旧東京スタジオ2階・2017年1月オープン[146]
- 徳島県・徳島市
  - ufotable Cafe TOKUSHIMA - 徳島県徳島市・2009年7月18日オープン
  - マチ★アソビCAFE 眉山(BIZAN) - 徳島県徳島市眉山山頂・2017年9月23日オープン
- 大阪府・日本橋
  - ufotable Cafe&マチ★アソビ CAFE OSAKA - 大阪府浪速区日本橋・2017年8月25日オープン[147]
- 愛知県・名古屋市
  - ufotable Cafe&マチ★アソビ CAFE NAGOYA - 愛知県名古屋市・2014年4月11日オープン、2019年4月16日リニューアルオープン[148][149]
- 福岡県・北九州市
  - ufotable Cafe＆マチ★アソビ CAFE 北九州 - 福岡県北九州市あるあるCity2階・2014年5月17日オープン、2019年9月17日リニューアルオープン
- 移動販売
  - ufotable Cafe TO GO - キッチンカー、2022年10月15日営業開始
  - ufotable Cafe TO GO 2 - キッチンカー、2025年5月10日営業開始

店舗（海外）
- 韓国
  - ufotable Cafe&マチ★アソビ CAFE KOREA - 韓国・弘大・2018年3月31日オープン、運営：ufotable韓国法人
- 中国
  - ufotable Cafe 上海店 - 中国・上海市徐匯区辛耕路109号永新坊・2020年10月3日オープン、運営：株式会社ウルトライゾン[29]
  - ufotable Cafe 成都店 - 中国・成都市・2021年11月27日オープン、運営：株式会社ウルトライゾン
  - ufotable Cafe 広州店 - 中国・広州市・2022年3月12日オープン、運営：株式会社ウルトライゾン

### ufotable Dining
ufotable Cafe同様、ファンとの交流の場を設けたいという思いから、東京都新宿区新宿3丁目に2011年にオープン。
ufotable制作作品とコラボを行い、お酒をメインに提供している。また、カフェと同様に原画展やアニメとのコラボレーションも行っている。
2020年9月8日には、『劇場版Fate/stay night [Heaven's Feel]』と『鬼滅の刃』のコラボレーションダイニングを同時開催する影響で、新宿区5丁目に『ufotable DINING-HANARE-』を期間限定で臨時オープン。その後も常設店として経営は継続している。
2023年8月10日には、3店舗目となる『ufotable DINING -HIROMA-』をオープン。経営するダイニングとしては最大級の座席数、面積となる。
店舗
- 東京都新宿区
  - ufotable Dining - 新宿区3丁目・2011年6月2日オープン
  - ufotable DINING-HANARE- - 新宿区5丁目・2020年9月8日オープン
  - ufotable DINING -HIROMA- 新宿区5丁目・2023年8月10日オープン

### ufotable MOCKTAIL BAR GINZA
2025年4月に中央区銀座２丁目にプレオープン。その後、同年5月にオープン。
同社が経営する他の飲食サービスと異なり、ノンアルコールカクテルである「モクテル」を中心に提供する酒場となる。
- 東京都中央区
  - ufotable MOCKTAIL BAR GINZA - 中央区銀座２丁目・2025年5月9日オープン

### ufotable CINEMA
徳島をアニメ文化発信の拠点にするために、アニメイトと協力して2012年3月18日にマクドナルド徳島店跡地にアニメ専門の映画館としてオープンした。制作会社が映画館の運営を行うのは日本初である。地下1階はアニメイト徳島店となっている。

## イベント

### マチ★アソビ

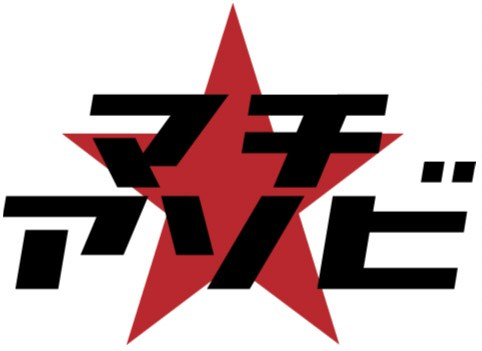
マチ★アソビ

アニメやゲームなどのエンターテインメントが集うイベント。徳島県徳島市で開催されている。発起人はufotable代表の近藤光であり、2009年から2018年にかけてufotableが企画・プロデュース・運営を担当した。2019年に企画・運営を辞退して以降は施設提供、イベント協力という立場で関わる。なお、その期間においてもマチ★アソビ CAFEの経営は同社が継続して担っていた。2025年のvol.28からは、ufotable企画・プロデュース、NPO法人マチ★アソビ運営として体制を変えてリスタートしている。
2019年から2023年までの企画・プロデュース・運営はufotable元請作品の音響制作を担当するスタジオマウスが担当。

## 主要取引先
- キッズステーション
- 日本コロムビア
- キングレコード
- メディアファクトリー
- メディアワークス
- クロックワークス
- トムス・エンタテインメント
- アニプレックス
- バンダイナムコエンターテインメント
- ノーツ
- KADOKAWA
- MiHoYo
- ウルトライゾン

## 関連人物

### 所属スタッフ

#### 制作プロデューサー・音響監督・音楽演出
- 近藤光（逢瀬祭）- （代表取締役社長、監督、演出、脚本）

#### 制作部
- 鈴木龍（制作マネージャー）
- 近藤亮（制作管理部長、人事担当、中央大学非常勤講師[159]、一般社団法人アニメシステムコミュニティ理事・世話人）
- 中澤匡佐（制作担当補佐・協力、動画制作）
- 松本秋乃（制作担当[注釈 9]）
- 戸田隆志（制作担当）
- 篠原啓吾（制作担当）
- 谷賢吾（制作担当）
- 金田優（原画営業マネージャー）
- 丹羽一希（3D・撮影制作）

#### 監督・演出家
- 野中卓也（徳島スタジオ統括、監督、アニメーター）
- 三浦貴博（監督、脚本、作画監督）
- 外崎春雄（監督、キャラクターデザイン、作画監督）
- 須藤友徳（監督、キャラクターデザイン、作画監督）
- 白井俊行（監督、美術設定、作画監督）
- 佐藤哲人（監督、作画監督）
- 栖原隆史（ゲーム内アニメーション監督、脚本、美術設定、アニメーター）
- 竹内將（ゲーム内アニメーション監督、作画監督）
- 恒松圭（副監督、脚本）
- 清水勇司（副監督、作画監督）
- 南野純一（作画監督）
- 宇田明彦（作画監督）
- 下村晋矢（作画監督）
- 中澤健（作画監督）
- 細川ヒデキ（アニメーター）
- 原田征爾（アニメーター）

#### デザイナー・作画監督
- 滝口禎一（監督、演出、脚本）
- 松島晃（キャラクターデザイン）
- 木村豪（副監督）
- 小船井充（監督、演出、キャラクターデザイン）
- 國弘昌之（キャラクターデザイン）
- 阿部望（演出）
- 都築萌（キャラクターデザイン、動画検査主任）
- 永森雅人（キャラクターデザイン、演出）
- 茂木貴之（キャラクターデザイン）
- 小山将治（プロップ・武器デザイナー）
- 瀬来由加子（キャラクターデザイン、演出）
- 塩島由佳（キャラクターデザイン、演出）
- 佐藤美幸（キャラクターデザイン）
- 梶山庸子（キャラクターデザイン）
- 菊池美花（キャラクターデザイン）
- 鬼澤佳代（キャラクターデザイン）

- 高橋聰
- 中村誠
- 大曲健克
- 安田慎介
- 秋山幸児
- 緒方美枝子
- 田中敦士
- 濱咲世
- 石後夏奈
- 西條由希子
- 藤原将吾
- 小林友衣
- 渡邉八恵子
- 足立原美保子
- 仲敷公実子
- 岡部茜

- 岡部葵
- 坂東美佳
- 首藤志保里
- 竹内由香里
- 山﨑菜奈
- 藤本真由
- 竹村南
- 木下博斗
- 加藤友理
- 綾きらら
- 伊藤典子
- 小林万理
- 田中彩
- 野村慎太郎
- 重本和佳子
- 川上真菜

- 黒藤海

#### 脚本家
- 佐藤和治（文芸部）
- 桧山彬（漫画班チーフ）
- 高中優（制作進行、文芸担当）

#### 色彩設計
- 松岡美佳
- 大前祐子

- 牛尾友里恵
- 松山静香

#### 美術監督
- 海老沢一男（美術部チーフ）
- 衛藤功二
- 矢中勝

- 樺澤侑里
- 鬼頭裕子
- 日高綾美

#### 撮影監督
- 寺尾優一（デジタル映像部チーフ、監督、演出、フィニッシング、作画）
- 松田成志
- 吉川冴

#### 3DCG監督
- 西脇一樹
- 鉄炮塚大樹
- 佐藤号宙

#### 編集
- 鹿島英明
- 稲垣穂乃

#### エンジニア
- 天野礼治
- 奥屋武志

#### クレイアニメーション
- 大堀久美子（演出、脚本）

#### 漫画班（たあたんちぇっく）
- チョンソダム（韓国法人代表取締役社長、漫画班シナリオ担当）

#### 企画演出部
- 笠原健一郎（システムマネージャー）
- 尾崎修深（アシスタントプロデューサー）
- 山口哲弘（アソシエイトプロデューサー）
- 大山未希菜(アソシエイトプロデューサー)
- 市川修三（コンテンツ事業部、飲食部部長）
- 江原裕理 （声優、制作補佐）

### 関連人物
プロデューサー
- 岩上敦宏（アニプレックス代表取締役執行役員社長）
- 高橋祐馬（アニプレックス企画制作第1グループ企画制作部4課課長）
- 富澤祐介（バンダイナムコエンターテインメントIP総合プロデューサー）
- 竹内友崇（TYPE-MOON代表、有限会社ノーツ代表取締役）

監督・演出家
- まついひとゆき
- 及川啓
- 平尾隆之
- 高橋タクロヲ

- あおきえい（TROYCA取締役）
- 笹嶋啓一
- 柴田裕介

脚本家
- 金月龍之介
- 平松正樹
- 実弥島巧
- 奈須きのこ（TYPE-MOON所属）

制作進行
- 横田拓己（同社制作部出身・現フリーランスアニメーター）
- 百瀬祐一郎（同社出身・現フリーランスアニメーションプロデューサー、脚本家、小説家）

アニメーター
- 柴田淳（元所属・設立メンバー）
- 小林利充
- 嘉手苅睦
- 沼田誠也
- 竹内哲也
- 清水慶太
- 河野悦隆
- 小笠原篤
- 碇谷敦
- 田畑壽之
- 加藤やすひさ
- 木村雅広

- 柴田由香
- 三輪和宏
- 田中宏紀
- 大塚明子
- 山岡峻
- 勝又聖人（元所属・同社出身）
- 梅田貴嗣（元所属・同社出身）
- 松尾優希（元所属・同社出身）
- 島袋リカルド（元所属・同社出身）
- 内村瞳子（元所属・同社出身）
- 窪田翔太（元所属・同社出身）
- 新里りお（元所属・同社出身）

色彩設計
- 千葉絵美（元所属・設立メンバー）

美術監督
- 池信孝
- 金玟芝（元所属・同社出身）

撮影監督
- 中村慎太郎（CGディレクター）
- 脇顯太朗

CGディレクター
- 永田武士（同社出身・現大阪電気通信大学講師）
- 武中敬吾（元所属・同社出身）
- 宍戸幸次郎（元所属・同社出身）
- 中村宣夫（歴史CG協力）

編集
- 今井剛
- 神野学（ソニーPCL所属）

音楽家
- 鹿島公行（元所属、現ジャパハリネット、ベース担当）
- 深澤秀行
- 椎名豪
- 梶浦由記

その他
- NAOKI（振付師）

## 事件・不祥事

### 代表取締役社長による関連店舗での税務事件
2020年6月3日、東京国税局が法人税法違反などの疑いで代表の近藤光とufotableを東京地検に告発。2021年7月9日、東京地検特捜部は法人税法違反などの罪で近藤光を在宅起訴とし、法人としての同社を起訴した。
本件はクライアントからの安価な制作費の提示が続いたことから将来の経営悪化に備えるために近藤自身が東京と大阪のカフェ店舗の帳簿から売上金を減額するなどの改ざんを行ったことに起因。2015年と2017年、2018年分の所得計約4億4600万円を隠し、法人税約1億1000万円と消費税約2900万円を脱税した。
調査の結果、社の制作・運用資金には近藤自身の報酬や社内保留から捻出した資金が充てられており、疑惑の出たチャリティー募金等の資金も含め運用は適正であり、脱税した資金には一切手を付けられていなかったことが認められる。しかし、作品のヒットが続いた影響もあり2012年度より2021年現在まで同社がグッズ展開を通じて制作赤字を埋める大幅な黒字経営であったこと、会計担当の妻への帳簿改竄の強要や自ら店舗レジの資金回収を行い売上金を減算するなどの悪質さにより、「動機を考慮しても、経営者として強い非難を免れない」として、2021年12月10日、近藤に有罪判決が言い渡された。一方、脱税した金額分をufotable社が全額納付していた点や専門家による税務処理等の助言・支援を得られる経営体制を整えるなど今後の対策を講じたため近藤には執行猶予が付けられ、同社に対する罰金も3000万円に減額された。
脱税報道と告発・在宅起訴
2019年3月末、社の脱税疑惑が週刊誌のウェブサイトで報じられ、その後の調査で、代表取締役社長の近藤光が東京や大阪のカフェ店舗の売上金から3割ほどを定期的に抜き、帳簿から売上金を減額するなどの改ざんを行っていたことが発覚。2015年と2017年、2018年分の所得計約4億4600万円を隠し、法人税約1億1000万円と消費税約2900万円を脱税したとされる。抜かれた売上金は近藤の自宅金庫に保管されていたという。そのことから、2020年6月3日、東京国税局が法人税法違反などの疑いで同社と近藤を東京地検に告発した。脱税は主に近藤本人が直接売上資金を回収していた東京・大阪のカフェ店舗で行われており、その他の地域店舗、およびアニメーション制作関連の資金には手を付けてはいなかった。
ufotableは告発が行われた同日に声明を発表。ファンや関係者への謝罪と共に、同社としては国税当局の指導に従って告発の時点で既に修正申告を行い、正しい税額の全額を納付したと発表した。
2021年7月9日、東京地検特捜部は上記の法人税法違反などの罪で近藤光を在宅起訴とし、法人としての同社を起訴した。
近藤によるワンマン経営
ufotableは2000年の設立以降、2020年現在まで代表取締役社長で創設者の近藤によるワンマン経営で成り立っていた。近藤は同社唯一のプロデューサーとして、アニメ制作の予算管理を一手に引き受けていただけでなく、同社唯一の経営者として物販関連や東京・大阪のカフェ店舗に関しては売上金を近藤自らが回収に回っていたという。回収した売上金は全て近藤の自宅金庫に保管されていた。
会社の経理は本社スタジオと徳島スタジオにおけるアニメーション制作費や関連店舗の売上金を含め、全てを近藤の妻が一人で担当していた。しかし、近藤の妻は税理士や会計士の資格を取得していなかった。更に、会計作業を行うことに消極的だった妻に対し、近藤は帳簿の改竄を執拗に指示していた。また、当初、各関連店舗ではPOSレジにて売上金額を確認できる状態であったが、近藤が全店舗でロックをかけたため店舗従業員が売上金の確認をとれない状態になっていた。これに関して近藤は従業員たちに「情報漏洩防止のため」と話していた。これは実際に当時のアルバイトがカフェに関する情報漏洩をSNSでしていたことも影響している。そのため、代表の近藤以外は各店舗の売上金を確認できなかった。
第1回公判
2021年9月17日、東京地方裁判所で開かれた初公判にて近藤は起訴内容を認め謝罪。カフェの売上金から脱税をしていたことを認めた。検察は冒頭陳述で「将来の経営悪化に備えてできる限り資金を手元に残しておくために、被告が東京・大阪のカフェ店舗の売上金から一部を抜いていた」と主張した。
第2回公判
同年11月1日、第2回公判で検察は近藤に対しに懲役1年8か月、法人である会社に対し罰金4000万円を求刑した。近藤は最終意見陳述で社員を含む関係者全員に対し謝罪の言葉を述べている。
本人尋問で近藤は「弊社で利益が出ていたのはカフェ事業のほか、Blu-ray Discや自社商品等のグッズ販売であり、現在までアニメ制作が黒字で続いているのはこの2つの収益があったため。アニメーション制作費のみでは赤字になる」「作品がヒットせず集客の見込みが立たなくなった場合、スタッフの給与が払えなくなる」という理由から資金を残すためにカフェの売上金から脱税に手を染めたと話した。
また、「クライアントから提示される制作費が安価のため、その制作費だけでクライアントから求められたクオリティの作品を作ると赤字になる。それではスタッフを養えない。クライアントから求められるクオリティだけが上がる中、なんで毎回赤字になる額で作品制作を引き受けているのかと考えていて苦しかった」とアニメ業界全体の実情を語り、「弊社はたまたま出資した作品のヒットが続いていたが、そうでなければ既に倒産している」と話した。一方で脱税した資金には手を付けておらず、制作費や土地購入などの費用は全て適正な資金から支払われていると主張した。
判決
2021年12月10日14時、東京地裁・田中昭行裁判官は近藤に対し懲役1年8か月執行猶予3年の有罪判決を言い渡した。東京地裁は近藤の供述した「将来の経営悪化に備えてできる限り資金を手元に残しておきたかった」という主張に関して、調査の結果、社の運用などに使用していた資金は近藤自身の報酬や社内保留から捻出したものであり、実際に東京と大阪のカフェの売上金から脱税した資金には一切手を付けていなかったこと、疑惑の出ていたチャリティー募金等の資金運用も適正であったことが認められる。しかし、2012年度以降の同社の利益が2021年現在まで大幅な黒字経営であった点から脱税を続けていたことは悪質と判断。さらに、会計担当の妻は帳簿の改竄等に消極的であったことに対し、執拗に改竄を指示していた点も指摘され、「経営悪化という将来の不安を踏まえても、経営者として強い非難を免れない」とし、有罪判決が言い渡された。一方、脱税した金額分をufotableがすでに全額納付していた点や専門家による税務処理等の助言・支援を得られる経営体制を整える対策を講じたため近藤には執行猶予が付けられ、同社に対する罰金も3000万円に減額された。
判決直後の14時24分、同社は公式HPにて謝罪文を掲載。ファンや関係者に対し謝罪し、法令を遵守し、経営の適正化に一層努めることを記載した。
判決後の変化
事件後、ufotableでは希望者全員を正社員雇用することになり、2021年12月時点で正社員は200名を超える形になった。また、事件前より「あれだけのクオリティを作っているのに給与が満足に払えないのでは拙い」という判断から所属スタッフは月給制となっていたが、今回の事件を契機にスタッフに対しボーナスを2倍程度支給した。スタッフ全員を正社員雇用にしたことに対し近藤は「全員を正社員とすると経営が厳しくなるのは分かっている。しかし、スタッフは全員、良いアニメを作りたいと思って残ってくれている。その環境を変えないように今後について検討していく」と話した。
また、働き方改革への対応のために社会保険労務士を顧問とし、経理面では国税局OBの税理士を顧問に迎え、帳簿記載から確定申告までの全てを依頼する形に変更した。事件の発端となった関連店舗の売上金の回収方法については、各店舗の店長が直接口座に入金するやり方に変更し、経理面に関して近藤と妻は今後一切関与しないことになった。
一方で、今後、近藤本人が主張していた経営への懸念に対してどう対応していくのかという田中昭行裁判官の問いに対し近藤は、「オファーは多くいただいているが、最初から制作費が赤字と分かっている仕事は請けることを止めた」と話し、「アニメ業界の制作費のベースが変わらないのなら、自分たちで何かやっていくしかない。現在はこちらからビジネスを提案する形で仕事にならないか模索中です」と語った。
制作作品への影響
ufotable元請作品の企画・販売を務める株式会社アニプレックスは告発が行われた2020年6月3日に声明を発表。同社の担当するufotable制作作品の扱いについては、ufotableが修正申告を行い全額納税済であること等を鑑み、対応は行わないことを表明した。そのため、告発後もufotable制作作品は作品の放送・公開及びグッズ販売等の自粛・延期・制限などは行われず、通常通りの形態での展開となる。
一方で、脱税事件の当事者である代表取締役社長・プロデューサーの近藤光の作品内クレジット表記に関しては、10月10日地上波放送の『鬼滅の刃 総集編 兄妹の絆』及び、10月16日公開の劇場作品『劇場版 鬼滅の刃 無限列車編』以降は「企画」「プロデューサー」などの一部表記から名前を削除する対応がとられた。
イベントへの影響
2019年3月末に報道された脱税疑惑の時点で、当時の徳島県知事である飯泉嘉門は、徳島県がマチ★アソビに協力事業者の一員として関わっていることから「公金を出すイベントに関わる人物に脱税の容疑がかけられたのは当然好ましくない。しっかり対応していただきたい。」とコメントし、4月15日時点でufotableとはイベントに関するやり取りはしているが近藤とは連絡がつかないこと、今後に関しては運営体制を変えてイベントを開催していく可能性から、県としては実行委の対応を見て今後における協力の可非を判断する旨を発表した。2019年4月中旬に近藤は実行委員会の会長を辞任した。後任の会長はNPO法人阿波文化サロン代表の富永純子。
なお、この報道の直後に開催予定であったVol.22は、ufotableがプロデュースを辞退して施設提供やポップ制作などの運営協力という形での参加に変更されるも日程は予定通りの開催となった。この回のプロデュースはVol.1より参加し、ufotable元請作品の音響制作も務めるスタジオマウスが担当。次回開催の予告はされなかったが、来場者や宿泊業者、飲食店などから継続してほしいという声があることを踏まえ、飯泉嘉門知事は「今後への影響はなく、秋以降の開催も前向きに考えている」と発言。2019年7月23日にマチ★アソビvol.23が通常通りの日程で開催されることが正式に発表され、同年9月に開催された。vol.23からはufotableの企画・プロデュースの辞退により、プロデュースを行う委託事業者を公募することになり、Vol.22に引き続きスタジオマウスが今後のプロデュースを担当。ufotableはこの回以降は施設提供などの協力企業・イベント出展企業としての参加となる。
2025年のvol.28からは、ufotable企画・プロデュース、NPO法人マチ★アソビ運営として体制を変えてリスタートしている。